# Iron Man 2
Iron Man 2 (amerikanische Aussprache: ['aɪɘrnˌmæn], britische Aussprache: ['aɪɘnˌmæn]) ist ein US-amerikanischer Action- und Science-Fiction-Spielfilm aus dem Jahr 2010, der die Fortsetzung des Films Iron Man aus dem Jahr 2008 darstellt und genau wie dieser eine Comicverfilmung ist, die auf der Superhelden-Comicfigur Iron Man des Verlages Marvel basiert. Regie führte erneut Jon Favreau, die Hauptrolle spielte wieder Robert Downey Jr. In den USA war Paramount Pictures für den Verleih zuständig, in Deutschland Concorde.
Genau wie der Vorgängerfilm wurde auch Iron Man 2 in Eigenfinanzierung von der zu Marvel gehörenden Produktionsgesellschaft Marvel Studios produziert und ist Teil eines gemeinsamen Universums, des „Marvel Cinematic Universe“. Am 1. Mai 2013 kam die Fortsetzung, Iron Man 3, in die deutschen Kinos.
Die Kritiken zu Iron Man 2 waren etwas zurückhaltender als im Falle des ersten Teils, dennoch erhielt Hauptdarsteller Robert Downey Jr. wieder viel Lob. Der Film spielte an den Kinokassen weltweit über 623 Millionen US-Dollar ein, wurde mit einem Hollywood Award und einem People’s Choice Award ausgezeichnet und in einer Nebenkategorie für einen Oscar nominiert.

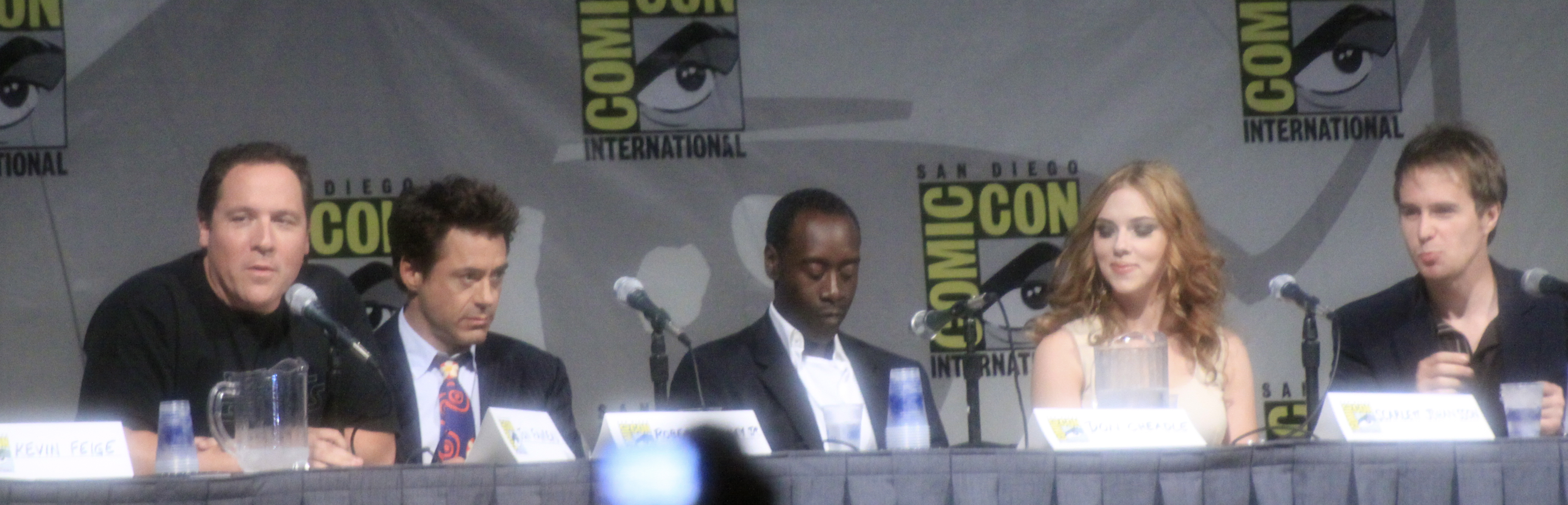
Regisseur Jon Favreau mit den Darstellern Robert Downey Jr., Don Cheadle, Scarlett Johansson and Sam Rockwell auf der San Diego Comic-Con International 2009

## Handlung

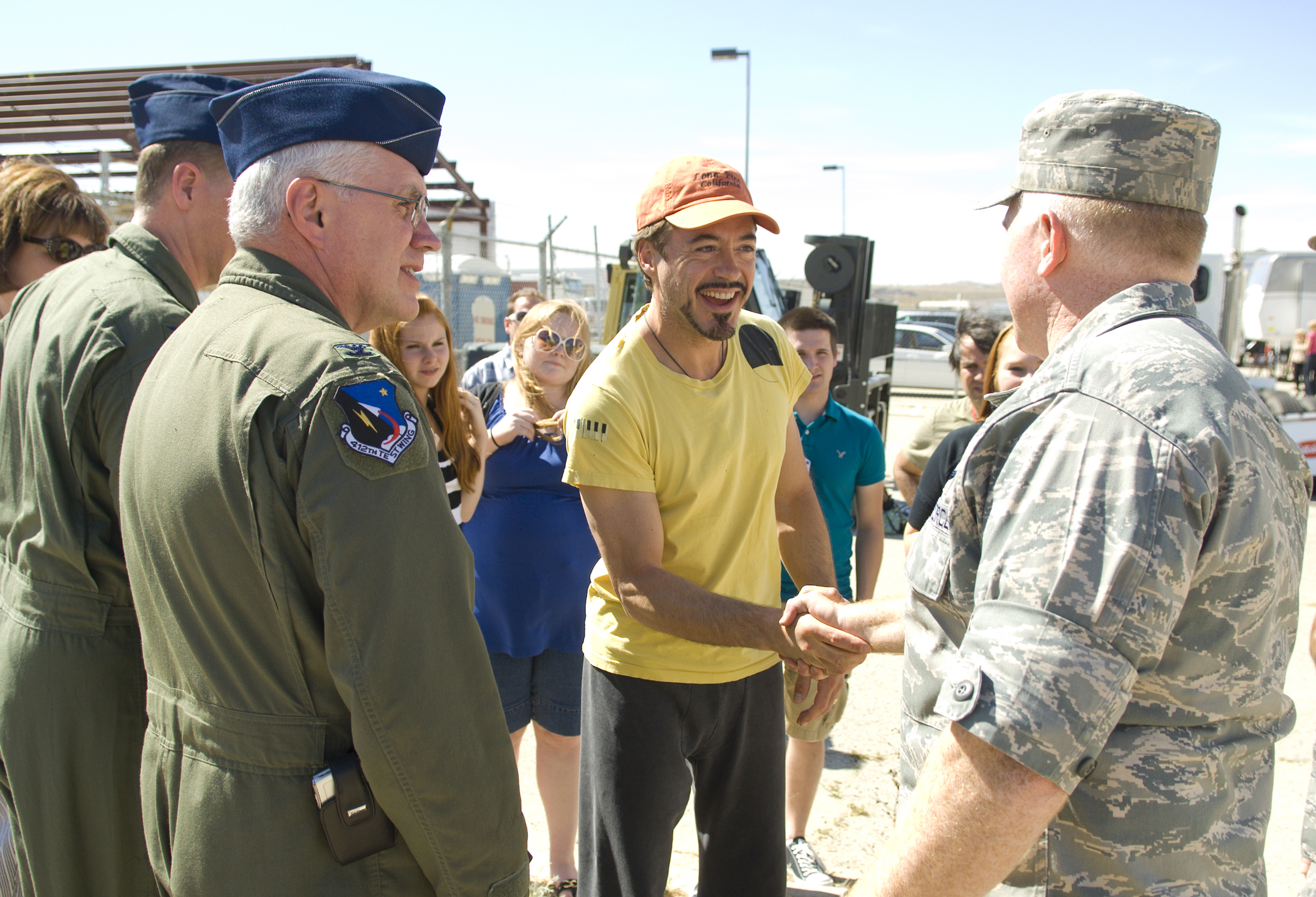
Hauptdarsteller Robert Downey Jr. im Mai 2009 auf der Edwards Air Force Base.

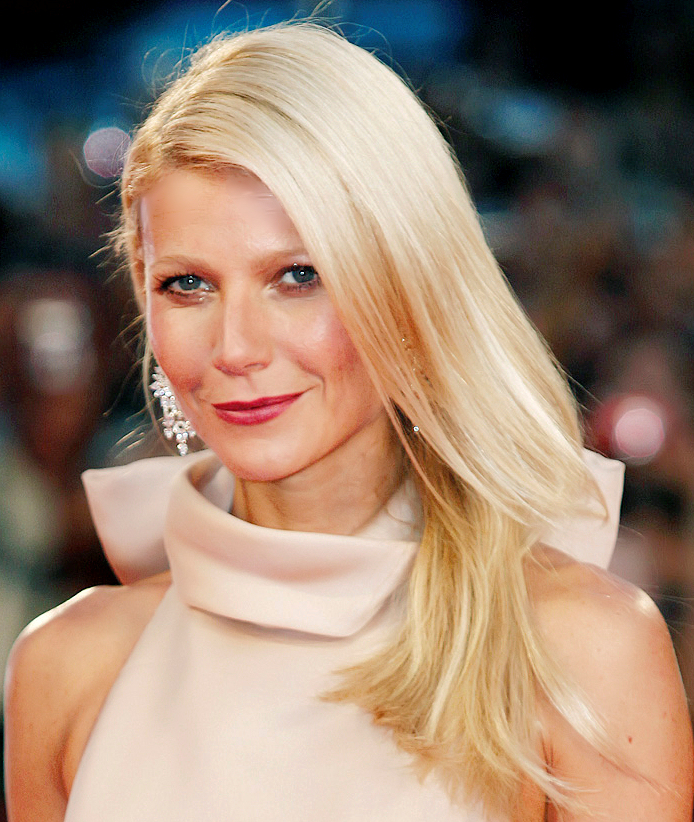
Gwyneth Paltrow ist erneut als „Pepper“ Potts zu sehen.

Der sterbende russische Wissenschaftler Anton Vanko verfolgt in Moskau, wie Tony Stark auf einer Pressekonferenz enthüllt, dass er selbst Iron Man ist (zu sehen am Ende des ersten Teils). Mit seinen letzten Worten offenbart Vanko seinem Sohn Ivan, der ebenfalls Physiker ist, dass Starks Ruhm ihm hätte gebühren sollen. Ivan entdeckt in dessen Nachlass Pläne für den ursprünglichen Arc-Reaktor (im ersten Teil noch mit „ARK-Reaktor“ übersetzt), den Anton gemeinsam mit Tonys Vater Howard Stark entwickelt hatte. Auf Grundlage der Pläne entwickelt Ivan seinen eigenen verkleinerten Arc-Reaktor und Plasmapeitschen, die vom Reaktor betrieben werden.
Sechs Monate später eröffnet Tony Stark eine Neuauflage der einst von seinem Vater ins Leben gerufenen „Stark Expo“. Er hat gesundheitliche Probleme, da das Palladium des Arc-Reaktors in seiner Brust, der ihn am Leben hält, langsam sein Blut vergiftet. Auch der künstlichen Intelligenz Jarvis gelingt es nicht, einen geeigneten Ersatz für das Palladium zu finden. Tony hält seinen Gesundheitszustand sogar vor seiner persönlichen Assistentin „Pepper“ Potts geheim. Auch von anderer Seite drohen ihm Probleme, da der Senat der USA von ihm fordert, die Iron-Man-Technologie dem Militär zur Verfügung zu stellen. Sein größter Kritiker, Senator Stern, vernimmt den Waffenproduzenten Justin Hammer, der nach dem Rückzug von Stark Industries aus dem Waffengeschäft nunmehr der neue Hauptlieferant des US-Militärs ist, sowie Tonys Freund, Lt. Colonel James Rhodes, als Zeugen, um Tonys Eignung als eigenständiger Verteidiger der USA vor Bedrohungen in Frage zu stellen. Rhodes führt, auf Sterns Nachdruck, Satellitenaufnahmen von USA-feindlichen Staaten vor, wo, seiner Einschätzung nach, Versuche gemacht werden ebenfalls einen "Ironman-Anzug" zu entwerfen. Im Gegenzug führt Tony dem Senat Filmmaterial vor, das zeigt, dass sämtliche Versuche, Iron Mans Rüstung nachzubauen – neben dem Iran und Nordkorea auch durch Hammer Industries – nicht einmal im Ansatz von Erfolg gekrönt sind. Selbstsicher verkündet Tony, er habe den Weltfrieden erfolgreich „privatisiert“.
Aufgrund seiner zunehmenden gesundheitlichen Beschwerden und weil er sich nicht länger mit dem Tagesgeschäft als Leiter von Stark Industries herumplagen will, entschließt sich Tony, die Geschäftsführung an Pepper abzutreten. Aus einer Laune heraus ernennt er die Notarin Natalie Rushman, die für die Rechtsabteilung von Stark Industries arbeitet, zu seiner neuen Assistentin. Bei einem Besuch des Historischen Großen Preises von Monaco entschließt sich Tony kurzerhand, selbst als Fahrer am Rennen teilzunehmen. Ivan Vanko, der sich als Streckenposten verkleidet auf die Rennstrecke begeben hat, greift jedoch die Teilnehmer mit seinen Plasmapeitschen an, darunter auch Tony. Nachdem Pepper und Tonys Chauffeur und Leibwächter „Happy“ Hogan zu Hilfe eilen und ihm den Koffer mit seiner kompakten Iron-Man-Rüstung bringen, siegt Tony nach einem anstrengenden Kampf, und macht Ivans Arc-Reaktor unschädlich.
Als Tony Ivan im Gefängnis besucht, erfährt er von diesem nicht nur, dass ihre Väter einander kannten und Ivan die Starks als Diebe betrachtet, sondern auch, dass Ivan von seinen gesundheitlichen Problemen weiß. Während Tony in die USA zurückkehrt, befreit Justin Hammer Ivan aus dem Gefängnis und lässt es so aussehen, als sei Ivan bei einer Explosion ums Leben gekommen. Hammer unterbreitet Ivan den Vorschlag, die von ihm entwickelten Kampfrüstungen zu verbessern, so dass sie gemeinsam Tony Stark vor der Öffentlichkeit und der Regierung der USA bloßstellen können. Tony findet derweil heraus, dass Anton Vanko, der einst aus der Sowjetunion in die USA geflohen war, und sein eigener Vater Howard Kollegen gewesen waren, bis Vanko, der in Wahrheit eigene finanzielle Interessen verfolgt hatte, wieder abgeschoben wurde.
In der Gewissheit, nicht mehr lange zu leben, feiert Tony eine große Geburtstagsparty, auf der er, stark alkoholisiert, in seiner Iron-Man-Rüstung viel Unsinn anstellt. Rhodes, der nicht länger gewillt ist, das selbstzerstörerische Verhalten seines Freundes mit anzusehen, legt daraufhin Tonys alte „Mark II“-Rüstung an und stellt Tony zur Rede. Nach einem Kampf, der Tonys Anwesen stark beschädigt, fliegt Rhodes in der Rüstung davon und übergibt sie dem US-Militär, das daraufhin Hammer beauftragt, die Rüstung mit neuer Bewaffnung auszustatten.
Derweil besucht Nick Fury, der Leiter des Geheimdienstes S.H.I.E.L.D., den verkaterten Stark, um ihn für ein geplantes Superheldenteam anzuwerben. Zu seiner Überraschung erfährt Tony, dass Natalie Rushman in Wahrheit Natasha Romanoff heißt und von S.H.I.E.L.D. bei Stark Industries eingeschleust wurde, um ihn zu überwachen. Romanoff spritzt Tony ein Mittel, das die Symptome seiner fortschreitenden Palladiumvergiftung vorübergehend unterdrückt. Um ein Heilmittel für seinen Gesundheitszustand zu finden, stellt Fury Stark unter Hausarrest und übergibt ihm diverse Unterlagen seines Vaters, darunter auch Probeaufnahmen des offiziellen Präsentationsfilms der Stark Expo 1974. Tony, der seinen verstorbenen Vater bis dahin nur als unnahbaren, gefühlskalten Menschen gekannt hatte, findet unter den Filmaufnahmen auch eine an ihn gerichtete Botschaft, in der Howard seinen Sohn als seine „größte Schöpfung“ bezeichnet und Tony dazu auffordert, das von ihm begonnene Werk zu vollenden.
Nach einem gescheiterten Versuch, sich bei Pepper zu entschuldigen und ihr die Wahrheit über seinen Gesundheitszustand mitzuteilen, entdeckt Tony durch Zufall das Modell des Geländes der 1974er-Expo. Zurück in seiner Werkstatt lässt er Jarvis eine holografische Kopie anfertigen. Schließlich erkennt er, dass es sich dabei um eine versteckte Botschaft, das Modell eines neuen Elements, handelt. Nachdem er in seiner Werkstatt einen „Prismabeschleuniger“ (ähnlich einem Teilchenbeschleuniger) errichtet hat, gelingt es ihm damit, das Element zu synthetisieren. Kurz darauf erhält er jedoch einen Anruf von Ivan, der Tony wissen lässt, dass er noch am Leben ist und eine aufsehenerregende Aktion plant. Tony erkennt, dass dies vermutlich mit dem anstehenden Auftritt Justin Hammers auf der Stark Expo zusammenhängt. Ohne das neue Element vorher zu testen, setzt Tony es in seinen Arc-Reaktor ein und begibt sich in einer neuen Rüstung zur Expo.
Dort präsentiert Hammer derweil die von Ivan zu ferngesteuerten Drohnen umgerüsteten Kampfrüstungen, die „Hammer-Drohnen“, sowie deren Anführer, James Rhodes, in dessen umgebauter Rüstung. Als Tony eintrifft und Rhodes bittet, ihm bei der Evakuierung der Expo zu helfen, übernimmt Vanko die Kontrolle über die Drohnen und Rhodes’ Rüstung und greift damit Tony und die Besucher an. Während Tony seine Gegner von den Zuschauern fortlockt, entlockt Agent Romanoff Hammer die Information, dass sich Vanko in seiner Fabrik befindet. Gemeinsam mit Happy Hogan begibt sich Romanoff dorthin und schaltet die Wachleute aus, muss jedoch erkennen, dass Vanko verschwunden ist. Dafür gelingt es ihr, einen Neustart von Rhodes’ Rüstung durchzuführen, sodass dieser die Kontrolle zurückerlangt und Tony im Kampf gegen die Drohnen helfen kann.
Nachdem sie die Drohnen zerstört haben, stellt sich ihnen Vanko in einer weiteren, mit verbesserten Plasmapeitschen ausgestatteten Rüstung entgegen. Es gelingt ihnen, Vanko zu besiegen und seine Rüstung kampfunfähig zu machen. Daraufhin löst Vanko einen Selbstzerstörungsmechanismus aus, der seine eigene Rüstung und die Drohnen in die Luft jagt. Tony und Rhodes fliehen, und in letzter Sekunde rettet Tony Pepper vor einer explodierenden Drohne.
Pepper, die des ständigen Stresses überdrüssig ist, beschließt ihren Rücktritt von ihrer Position als Geschäftsführerin von Stark Industries. Sie und Tony küssen einander und Rhodes fliegt mit seiner Rüstung davon, ohne dass Tony versucht, ihn daran zu hindern.
Einige Zeit darauf präsentiert Nick Fury Tony die abschließende Bewertung seiner Tauglichkeit als Mitglied der „Avengers-Initiative“ durch Agent Romanoff. Während sie Iron Man als tauglich einstuft, gilt Tony Stark aufgrund seiner Persönlichkeit als untauglich. Stattdessen bietet Fury ihm eine Position als Berater an. Im Gegenzug erbittet Tony einen Gefallen, den Fury prompt erfüllt: Bei einer Ordensverleihung an Tony und Rhodes fällt Tonys größtem Kritiker, Senator Stern, die Aufgabe zu, die Verleihung durchzuführen.
In der Post-Credit-Szene trifft S.H.I.E.L.D.-Agent Phil Coulson, der zuvor von der Überwachung von Tonys Hausarrest abgezogen worden war, in der Wüste von New Mexico an der Fundstelle des Hammers von Thor ein.

## Wichtige Figuren

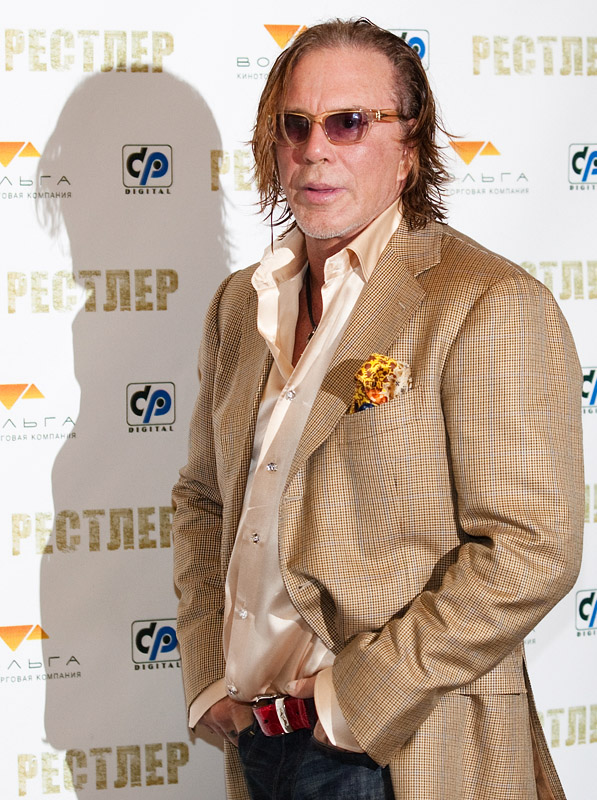
Mickey Rourke war Regisseur Jon Favreaus Wunschkandidat für die Rolle des Ivan Vanko.

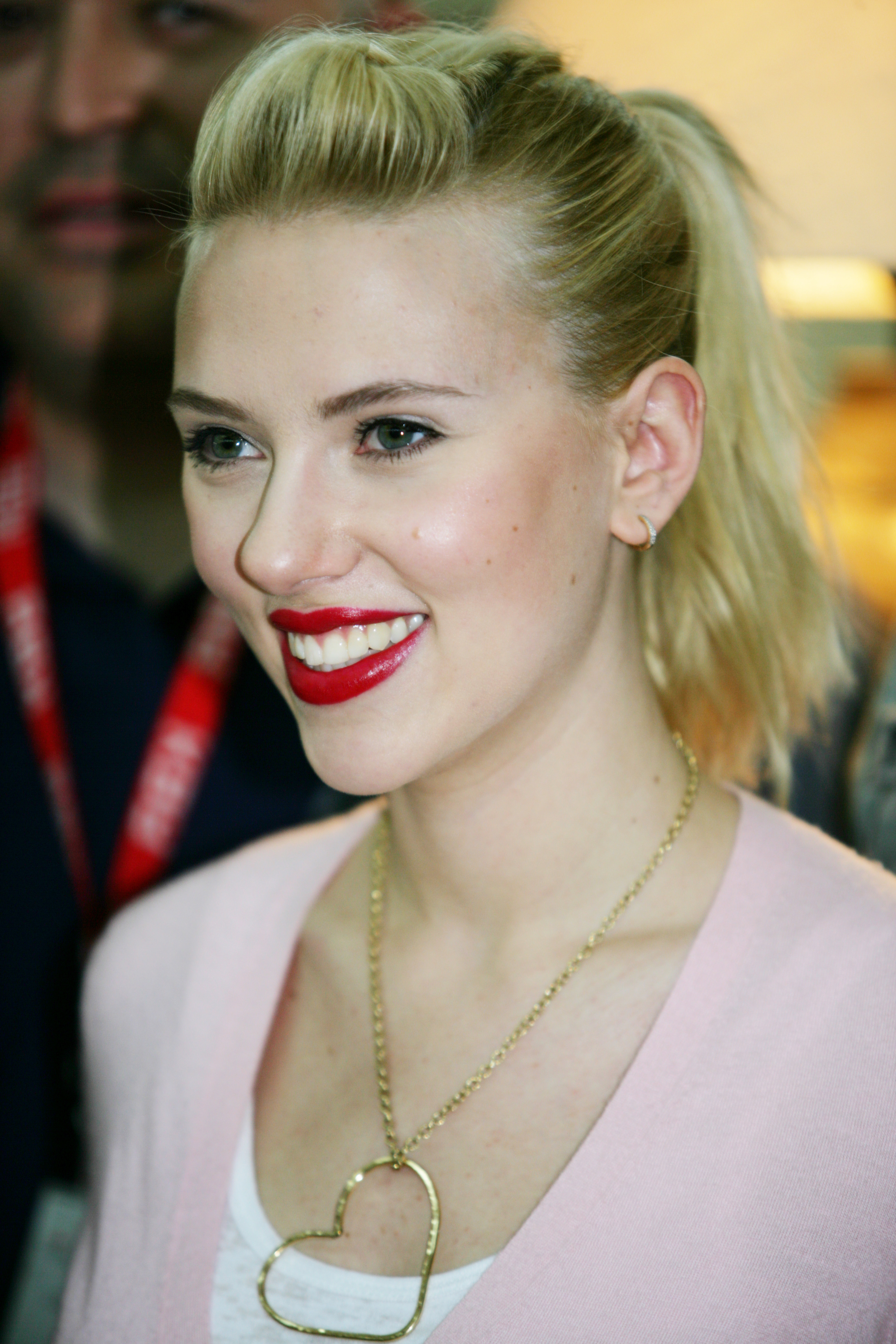
Scarlett Johansson spielt Natasha Romanoff alias „Natalie Rushman“.

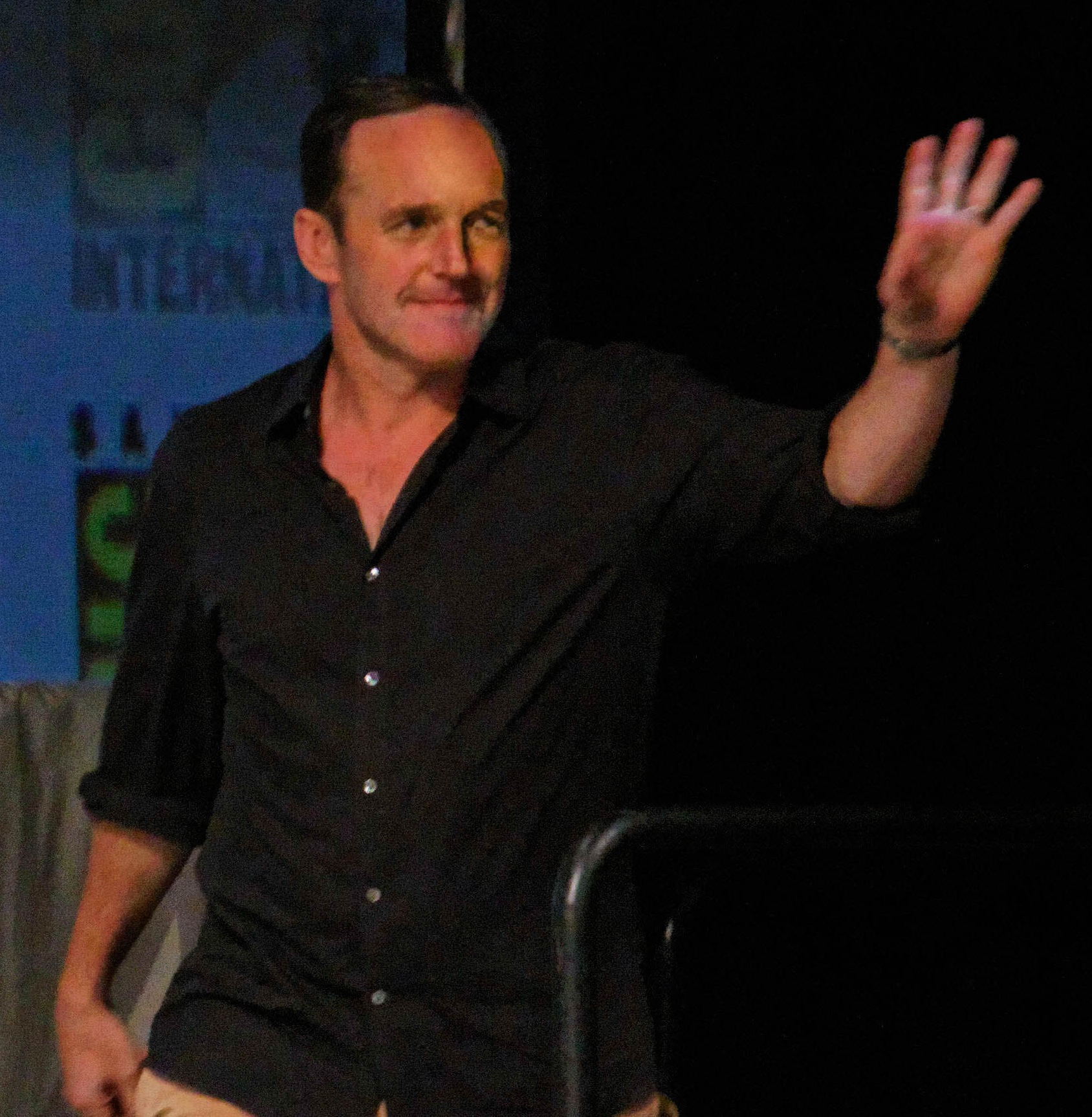
Clark Gregg spielt erneut die Rolle des S.H.I.E.L.D.-Agenten Phil Coulson.

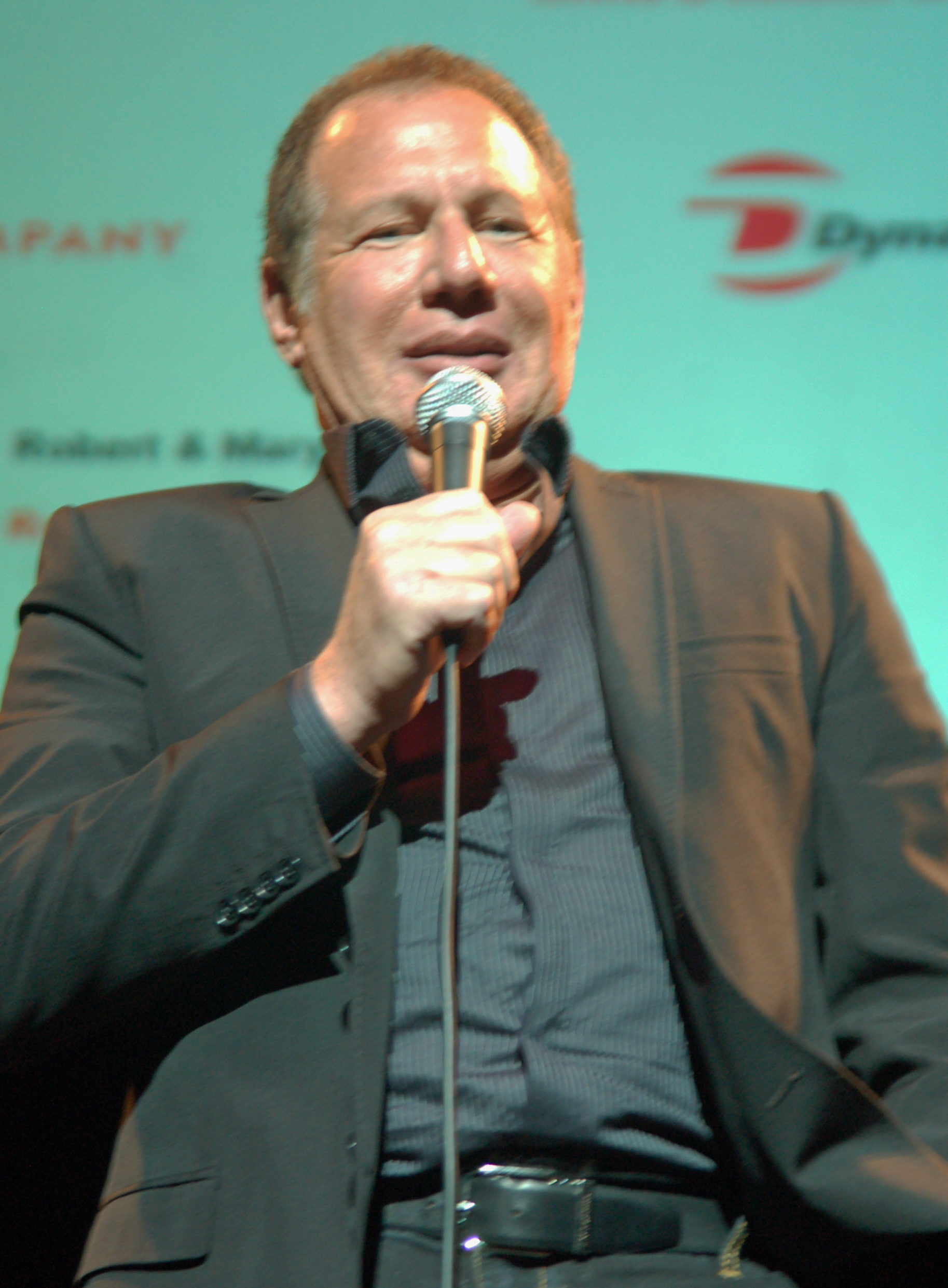
Garry Shandling spielt Senator Stern, der kein Vorbild in den Comics hat.

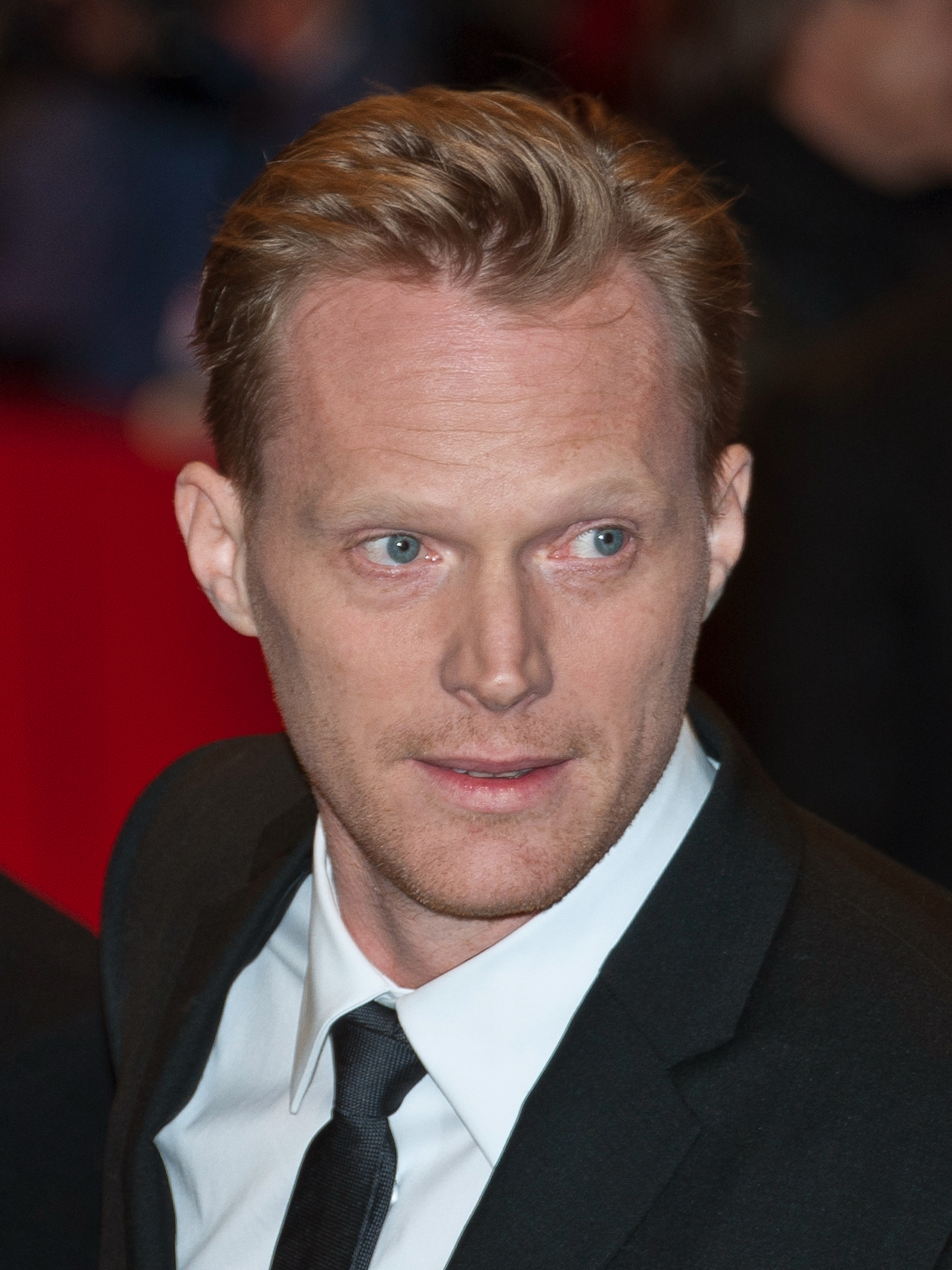
Paul Bettany leiht in der Originalfassung Jarvis seine Stimme.

Iron Man / Anthony „Tony“ Stark (Robert Downey Jr.) ist der Sohn des Industriellen Howard Stark und seit dem Tod seines Vaters der Geschäftsführer von Stark Industries. Tony ist seit Kindestagen ein genialer Erfinder und hat als Erwachsener den Ruf eines risikofreudigen Playboys. Eine der Grundideen hinter der Darstellung der Rolle ist die eines „modernen Howard Hughes“. Im Film Iron Man wurde Tony im Anschluss an eine Waffenpräsentation in Afghanistan von Terroristen angegriffen und schwer verletzt. Um sein Leben zu retten, wurde ihm ein Elektromagnet in die Brust eingepflanzt. Tony ersetzte den Magneten dann durch eine Miniaturversion des von ihm entwickelten Arc-Reaktors. Nach seiner Flucht zog er sich aus dem Rüstungsgeschäft zurück und entwickelte eine High-Tech-Rüstung, die vom Reaktor in seiner Brust betrieben wird. Die Medien gaben dem gepanzerten Superhelden den Namen „Iron Man“ (deutsch: „Eisenmann“), und auf einer Pressekonferenz gestand Tony der Öffentlichkeit, selbst Iron Man zu sein. In Iron Man 2 muss Tony jedoch erkennen, dass das Palladium, einer der Hauptbestandteile des Arc-Reaktors, langsam sein Blut vergiftet. In der Gewissheit, nicht mehr lange zu leben, verhält er sich zunehmend selbstzerstörerisch und überträgt seiner persönlichen Assistentin, „Pepper“ Potts, gar die Geschäftsführung von Stark Industries. Derweil weigert er sich gegenüber dem Senat der USA, die seiner Iron-Man-Rüstung zugrunde liegende Technologie dem Militär zur Verfügung zu stellen. Schließlich gelingt es Tony jedoch, ein neues Element zu synthetisieren, das einen wirksamen Ersatz für das Palladium darstellt und so Tonys Gesundheitsproblemen ein Ende macht.
Im Film sind drei neue Rüstungen Iron Mans zu sehen: „Mark IV“ ist die Rüstung, mit der Tony auf der „Stark Expo“ landet und die er später auf seiner Geburtstagsfeier trägt, „Mark V“ ist eine spezielle Rüstung für Notfallzwecke, die sich zu Transportzwecken in eine große „Aktentasche“ verwandeln lässt und beim Kampf gegen Ivan Vanko in Monaco zum Einsatz kommt, und „Mark VI“ ist die Rüstung, die Tony am Ende des Films entwickelt und für den Kampf gegen die „Hammer-Drohnen“ und Vanko einsetzt. Während sich die „Mark IV“-Rüstung kaum vom Vorgänger, „Mark III“ aus Iron Man, unterscheidet, ist die „Mark V“-Rüstung in roten und silbernen Farbtönen lackiert. Die größte Änderung der „Mark VI“-Rüstung wiederum ist die dreieckige Form des Repulsor-Transmitters auf der Brust, womit die Änderung des runden, Palladium-basierten Kernstücks des Arc-Reaktors in das neue, dreieckige Kernstück, das aus dem neuentdeckten Element besteht, verdeutlicht. Auch die „Mark I“-, „Mark II“- und „Mark III“-Rüstungen aus Iron Man sind im Film in Tonys Werkstatt zu sehen, und James Rhodes übergibt die „Mark II“-Rüstung schließlich dem US-Militär, das sie umrüsten lässt.
Ivan Vanko / „Whiplash“ (Mickey Rourke) ist der Sohn des russischen Wissenschaftlers Anton Vanko, der einst gemeinsam mit Tonys Vater Howard den Arc-Reaktor entwickelt hatte. Da der aus der Sowjetunion in die USA geflohene Anton jedoch eigene finanzielle Interessen verfolgt hatte, meldete Howard ihn an die Behörden, die ihn wieder abschoben. Die sowjetische Führung ließ Anton daraufhin nach Sibirien deportieren, wo schließlich sein Sohn Ivan zur Welt kam. Ivan wurde selbst zu einem Physiker, doch nachdem er Nukleargeheimnisse an Pakistan verkauft hatte, landete auch er im Gefängnis. Nach dem Tod seines Vaters entdeckt Ivan in dessen Nachlass die Pläne des ursprünglichen Arc-Reaktors. Sogleich beginnt er, seine eigene verkleinerte Version zu bauen und entwickelt zudem zwei vom Reaktor angetriebene Plasmapeitschen. Mit den Peitschen greift er Tony Stark in Monaco an, verliert jedoch nach einem kurzen Kampf. Tonys Rivale Justin Hammer befreit Vanko aus dem Gefängnis, damit er die von Hammer entwickelten Rüstungen verbessert. Vanko macht aus den Rüstungen Drohnen, die er allerdings fernsteuert und bei der offiziellen Präsentation dazu bringt, Tony und das Publikum anzugreifen. Nachdem Tony und Rhodes die Drohnen besiegt haben, stellt sich ihnen Ivan in einer eigenen Rüstung inklusive verbesserten Plasmapeitschen entgegen. Mit vereinten Kräften gelingt es den beiden jedoch, Ivan zu besiegen und seine Rüstung kampfunfähig zu machen, woraufhin dieser einen Selbstzerstörungsmechanismus aktiviert, der die Rüstung explodieren lässt.
Lt. Col. James „Rhodey“ Rhodes (Don Cheadle) steht in den Diensten der US Air Force und ist ein persönlicher Freund Tony Starks. In Iron Man 2 muss er zwischen Tony und seinen Vorgesetzten vermitteln, die es gerne sähen, wenn Tony die seiner Rüstung zugrundeliegende Technologie dem Militär zur Verfügung stellen würde. Als Tony auf seiner Geburtstagsfeier betrunken in seiner Rüstung die Partygäste gefährdet, legt Rhodes Tonys alte „Mark II“-Rüstung an, um seinen Freund zur Vernunft zu bringen. Anschließend nimmt er die Rüstung an sich und übergibt sie dem Militär, das diese umrüsten lässt. Als er die Rüstung auf der Stark Expo präsentiert, bringt Vanko diese jedoch unter seine Kontrolle und zwingt Rhodes, gegen Tony zu kämpfen, bis der S.H.I.E.L.D.-Agentin Natasha Romanoff ein Neustart der Systeme der Rüstung gelingt. Im Anschluss hilft Rhodes Tony im Kampf gegen Vanko.
Virginia „Pepper“ Potts (Gwyneth Paltrow) ist Tony Starks persönliche Assistentin und engste Vertraute. In Iron Man 2 ernennt Tony sie zur neuen Geschäftsführerin von Stark Industries. Während Pepper versucht, den Konzern zu leiten, verärgert Tony sie durch sein zunehmend selbstzerstörerisches Verhalten. Nachdem er sie als Iron Man vor einer explodierenden „Hammer-Drohne“ gerettet und sie erfahren hat, dass Tony beinahe an einer Palladiumvergiftung gestorben wäre, erklärt sie ihren Rücktritt als Geschäftsführerin, woraufhin es zum Kuss zwischen ihr und Tony kommt.
Justin Hammer (Sam Rockwell) ist der Leiter von Hammer Industries und somit Tonys direkter Konkurrent und persönlicher Rivale. Eine der Grundideen hinter der Figur ist die eines „zweitklassigen Tony Starks“. Das Verhältnis zwischen den beiden ist an das Verhältnis zwischen Bugs Bunny (Stark) und Daffy Duck (Hammer) angelehnt. Nach Tonys Rückzug aus dem Rüstungsgeschäft wurde Hammer zum neuen Hauptlieferanten des US-Militärs. Hammer befreit Vanko aus dem Gefängnis, damit dieser seine Rüstungen verbessert. Als ihm klar wird, dass er Vanko nicht kontrollieren kann, versucht er, Vanko unter Druck zu setzen. Stattdessen übernimmt Vanko die Kontrolle über die Drohnen bei der Präsentation auf der Stark Expo und bringt diese dazu, Iron Man und die Zuschauer anzugreifen. Während Iron Man gegen die Drohnen kämpft, entlockt die S.H.I.E.L.D-Agentin Natasha Romanoff Hammer das Geständnis, dass er mit Vanko zusammenarbeitet. Pepper Potts informiert daraufhin die Polizei, die Hammer verhaftet.
Natasha Romanoff (Scarlett Johansson) ist eine Agentin des Geheimdienstes S.H.I.E.L.D., die unter dem Decknamen Natalie Rushman bei Stark Industries eingeschleust wurde, um Tony zu überwachen. Zu Beginn des Films arbeitet sie als Notarin in der Rechtsabteilung der Firma, bis Tony sie zu seiner neuen persönlichen Assistentin ernennt. Pepper Potts ist daraufhin zunächst eifersüchtig auf sie und verdächtigt sie gar, verantwortlich für Tonys immer selbstzerstörerischeres Verhalten zu sein. Nachdem Tony erfahren hat, dass Natasha für S.H.I.E.L.D. arbeitet, stichelt er in Peppers Gegenwart gegen sie, muss jedoch zu seiner Überraschung feststellen, dass sie und Pepper sich mittlerweile gut verstehen. Als Vanko die „Hammer-Drohnen“ auf Iron Man hetzt, entlockt Natasha Justin Hammer Vankos Aufenthaltsort und begibt sich gemeinsam mit Tonys Chauffeur und Leibwächter, „Happy“ Hogan, zu Hammers Fabrik. Nachdem sie die Wachleute überwältigt hat, dringt sie in Vankos Labor ein und nutzt dessen Computer, um einen Neustart der Systeme von Jim Rhodes’ Rüstung herbeizuführen, damit dieser Tony im Kampf gegen die Drohnen helfen kann.
Jarvis (Stimme von Paul Bettany) ist eine künstliche Intelligenz, die sämtliche Systeme in Tony Starks Haus und Werkstatt kontrolliert und in der Interaktion mit Tony häufig mit einem sarkastischen Unterton spricht. Jarvis ist auch für die Entwicklung und Steuerung von Tonys Iron-Man-Rüstungen verantwortlich.
Howard Stark (John Slattery) ist Tonys vor 20 Jahren verstorbener Vater, der nicht nur am Manhattan-Projekt beteiligt war, sondern auch zu den Gründungsmitgliedern des Geheimdienstes S.H.I.E.L.D. gehörte. Darüber hinaus hatte er einst mit Ivan Vankos Vater Anton den ursprünglichen Arc-Reaktor entwickelt. Zu Beginn von Iron Man 2 ist Howard in einem Präsentationsfilm zu sehen, den er einst für die Stark Expo des Jahres 1974 aufgenommen hatte. Später erhält Tony von S.H.I.E.L.D. mehrere Filmrollen, auf denen sich nicht nur Probeaufnahmen des Präsentationsfilms befinden, sondern auch eine persönliche Botschaft an Tony. Zur großen Überraschung Tonys bezeichnet sein Vater, den er zu Lebzeiten nur als unnahbaren, gefühlskalten Menschen gekannt hatte, seinen Sohn voller Stolz als seine „größte Schöpfung“ und bittet ihn, sein Werk zu vollenden. Schließlich erkennt Tony, dass Howard im Modell des Geländes der 1974er-Expo den Plan für ein neues Element versteckt hatte, das er aufgrund der vergleichsweise eingeschränkten Technologie seiner eigenen Zeit nicht selbst hatte herstellen können. Neben Howard Hughes, der auch eine der wichtigsten Inspirationen für Tony Stark darstellte, soll Howard Starks Auftreten im Film an Walt Disney erinnern.
Nick Fury (Samuel L. Jackson) ist der Direktor des Geheimdienstes S.H.I.E.L.D. Am Ende von Iron Man besuchte er Tony in dessen Haus und unterbreitete ihm den Vorschlag, Mitglied eines geplanten Superheldenteams zu werden. In Iron Man 2 sucht er Tony auf, als dieser am Tag nach seiner Geburtstagsfeier unter einem starken Kater leidet und enthüllt ihm, dass seine neue persönliche Assistentin, „Natalie Rushman“, in Wahrheit für S.H.I.E.L.D. arbeitet. Fury stellt Stark unter Hausarrest und weist ihn an, eine Lösung für seine gesundheitlichen Probleme zu finden. Um ihm dabei zu helfen, übergibt er Tony persönliche Unterlagen von dessen Vater Howard, der zu den Gründungsmitgliedern von S.H.I.E.L.D. gehörte.
Phil Coulson (Clark Gregg) ist ebenfalls S.H.I.E.L.D.-Agent und wird zur Überwachung von Tonys Hausarrest abkommandiert. Dennoch gelingt es Tony, vorübergehend sein Anwesen zu verlassen und Pepper Potts in der Konzernzentrale von Stark Industries zu besuchen, was Coulson erst nach Tonys Rückkehr feststellt. Während Tony in seiner Werkstatt einen „Prismabeschleuniger“ errichtet, der ihm die Synthetisierung eines neuen Elements ermöglichen soll, verabschiedet sich Coulson von Tony mit der Information, er sei zu einer neuen Mission in New Mexico abkommandiert worden. Dort trifft er in einer Szene nach dem Abspann schließlich an der Fundstelle des Hammers von Thor ein.
Senator Stern (Garry Shandling) ist einer von Tonys größten Kritikern und fordert von diesem, die seiner Iron-Man-Rüstung zugrundeliegende Technologie dem US-Militär zur Verfügung zu stellen. Tony gelingt es während seiner Anhörung im Senat jedoch, sämtliche von Sterns Kritikpunkten abzuweisen. Am Ende des Films wird Stern auf Tonys Wunsch von S.H.I.E.L.D. dazu gebracht, Rhodes und Tony persönlich einen Orden zu verleihen.
„Happy“ Hogan (Jon Favreau) ist ein ehemaliger Boxer und der Chauffeur und Leibwächter Tony Starks. In Iron Man 2 trägt er in Monaco die „Aktentasche“, in der sich Tonys „Mark V“-Rüstung verbirgt, mit sich und bringt diese seinem Arbeitgeber, als dieser auf der Rennstrecke von Ivan Vanko angegriffen wird. Später dringt er gemeinsam mit Natasha Romanoff in die Fabrik von Hammer Industries ein, in der sie Vanko vermuten. Während Happy mit viel Mühe einen Wachmann zu Boden schlägt, gelingt es Natasha, die gesamte übrige Wachmannschaft zu überwältigen.

## Produktion

### Entstehung

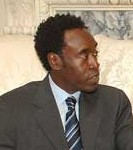
Don Cheadle ersetzt Terrence Howard als Darsteller des James Rhodes.

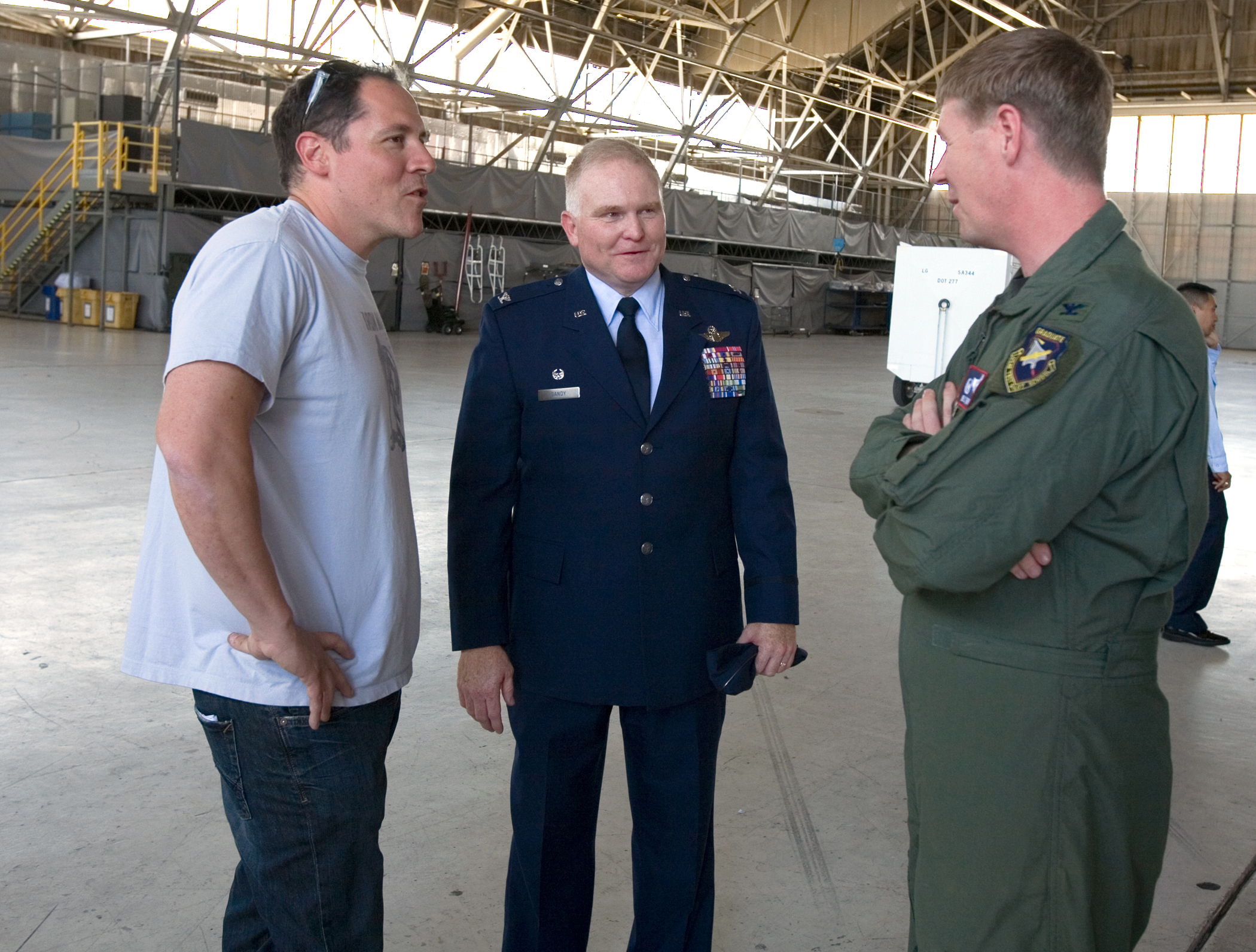
Regisseur Jon Favreau, Darsteller des „Happy“ Hogan, im Mai 2009 auf der Edwards Air Force Base.

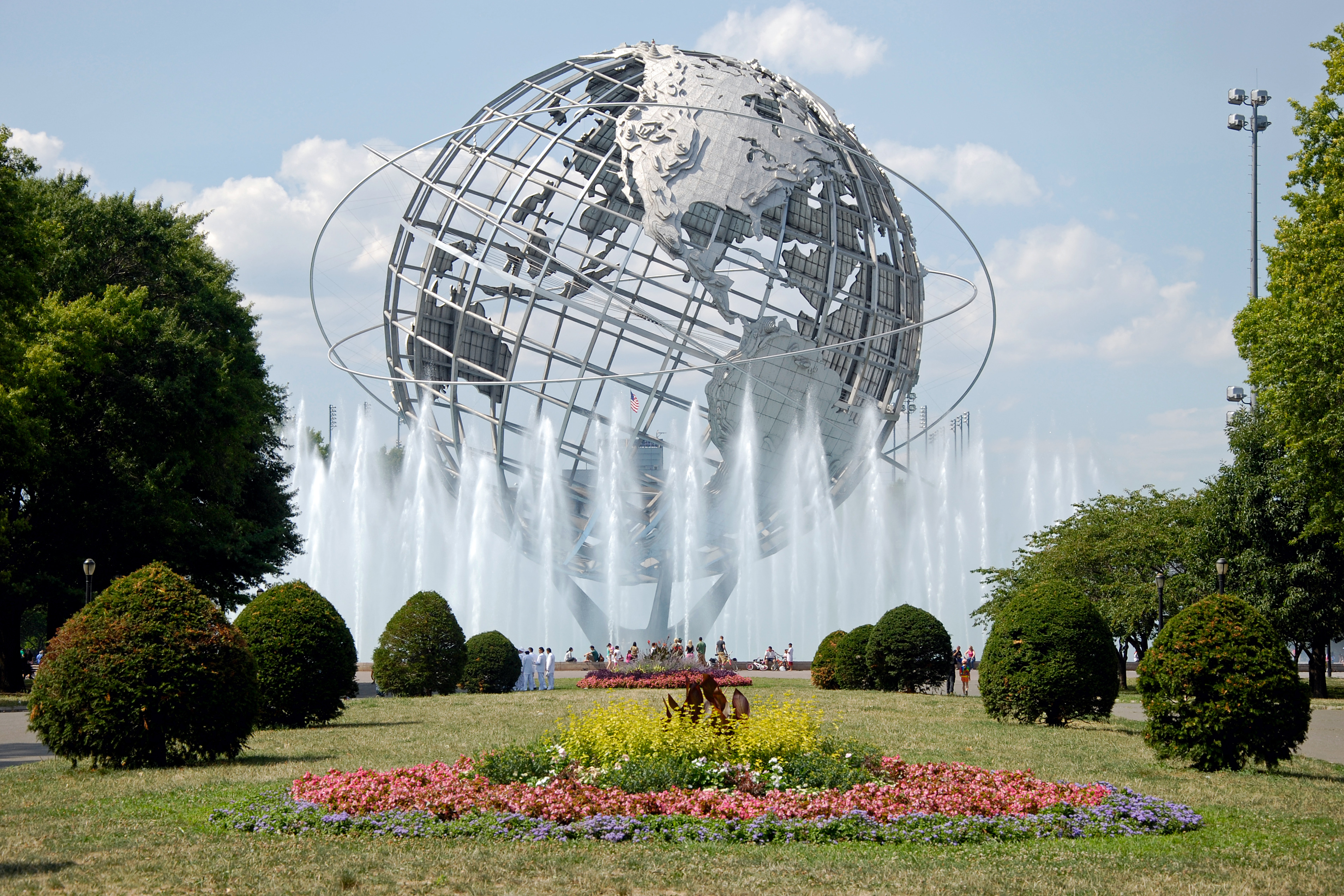
Der Flushing-Meadows-Park im New Yorker Stadtteil Queens ist im Film Ausrichtungsort der „Stark Expo“, gedreht wurde dort allerdings kaum.

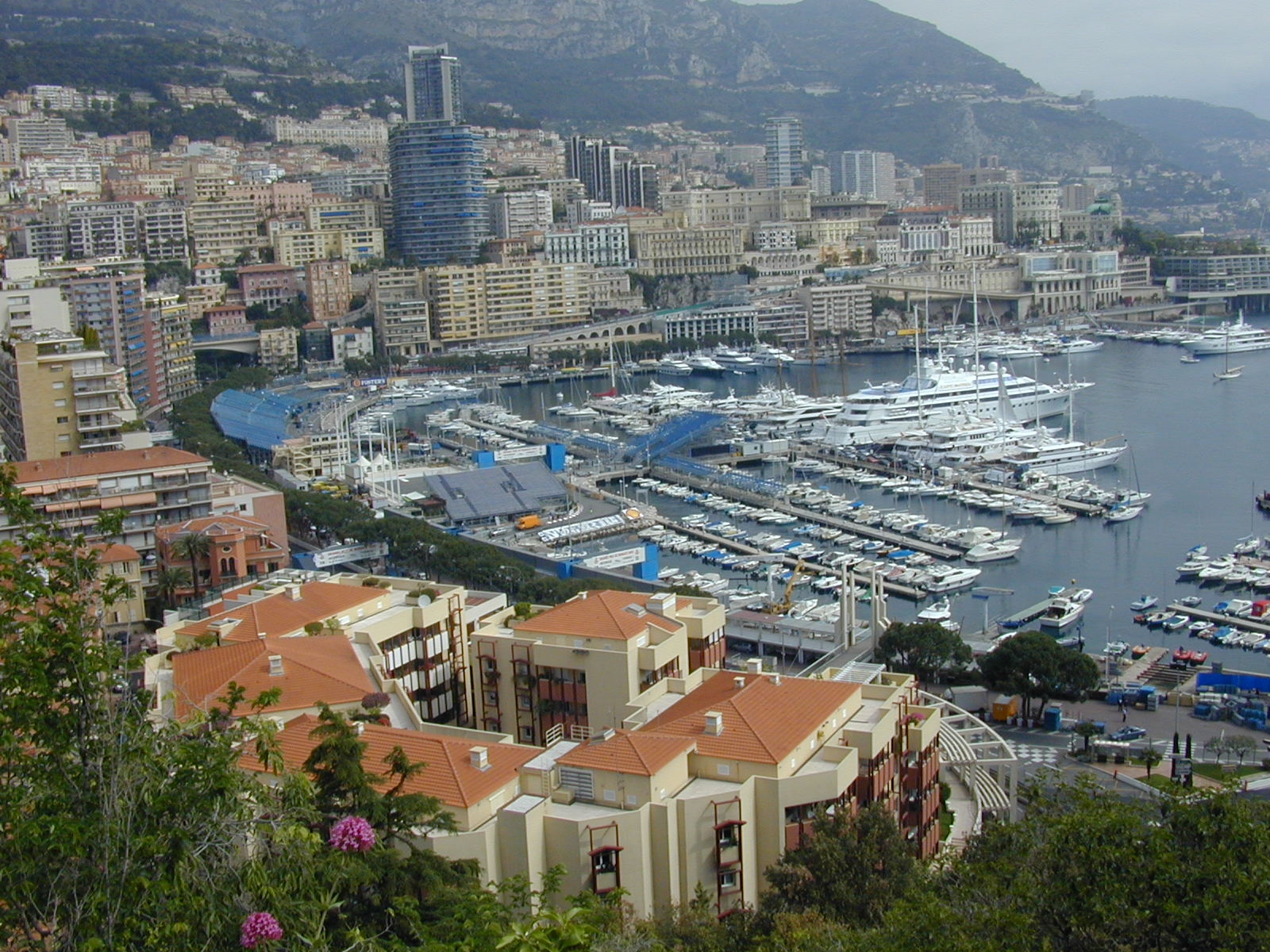
Auch Monaco ist einer der Schauplätze des Films, gedreht wurde jedoch auch dort nur mit der Second Unit.

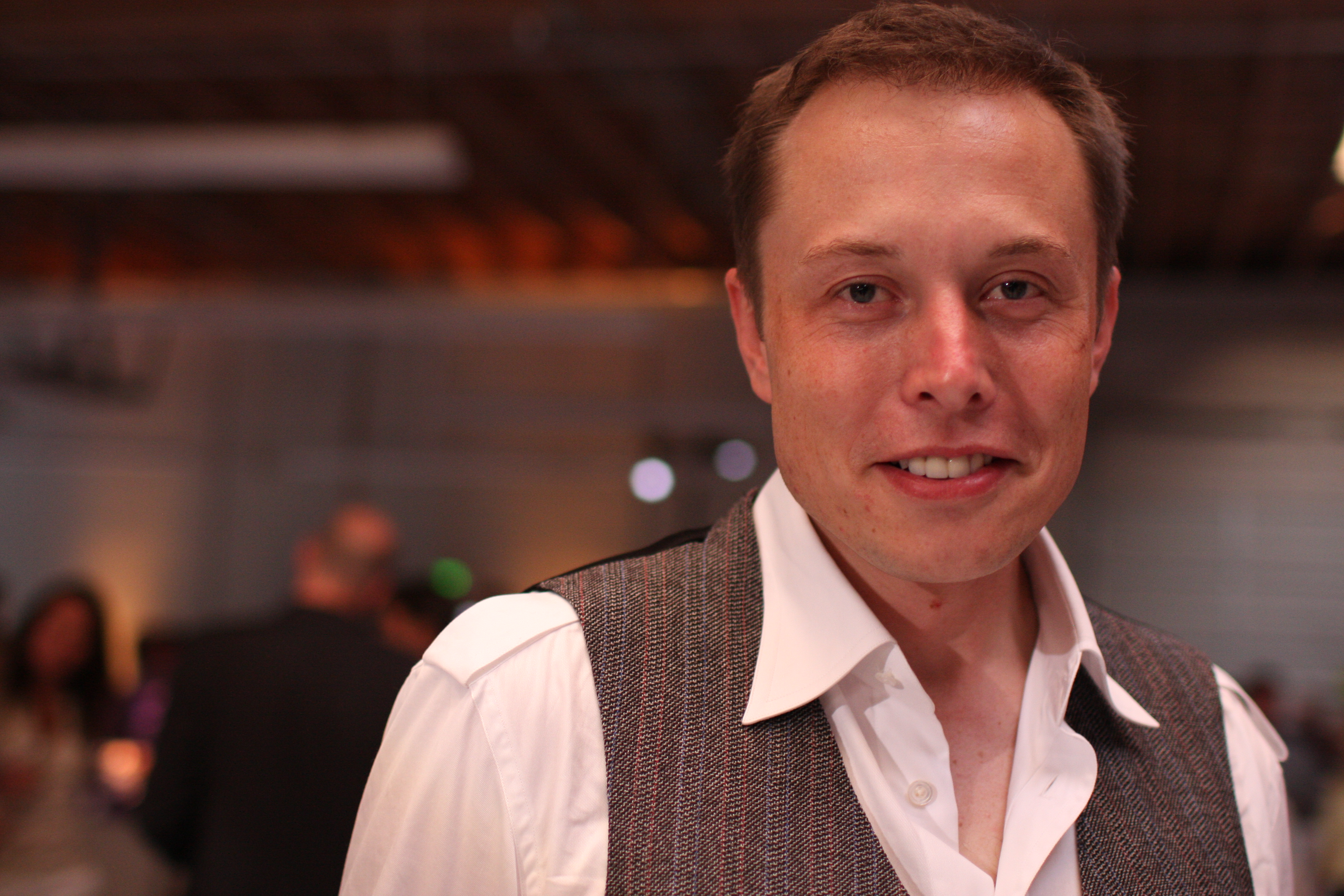
Elon Musk hat einen kurzen Auftritt im Film und stellte dem Filmteam im Gegenzug die Fabrik von SpaceX für Dreharbeiten zur Verfügung.

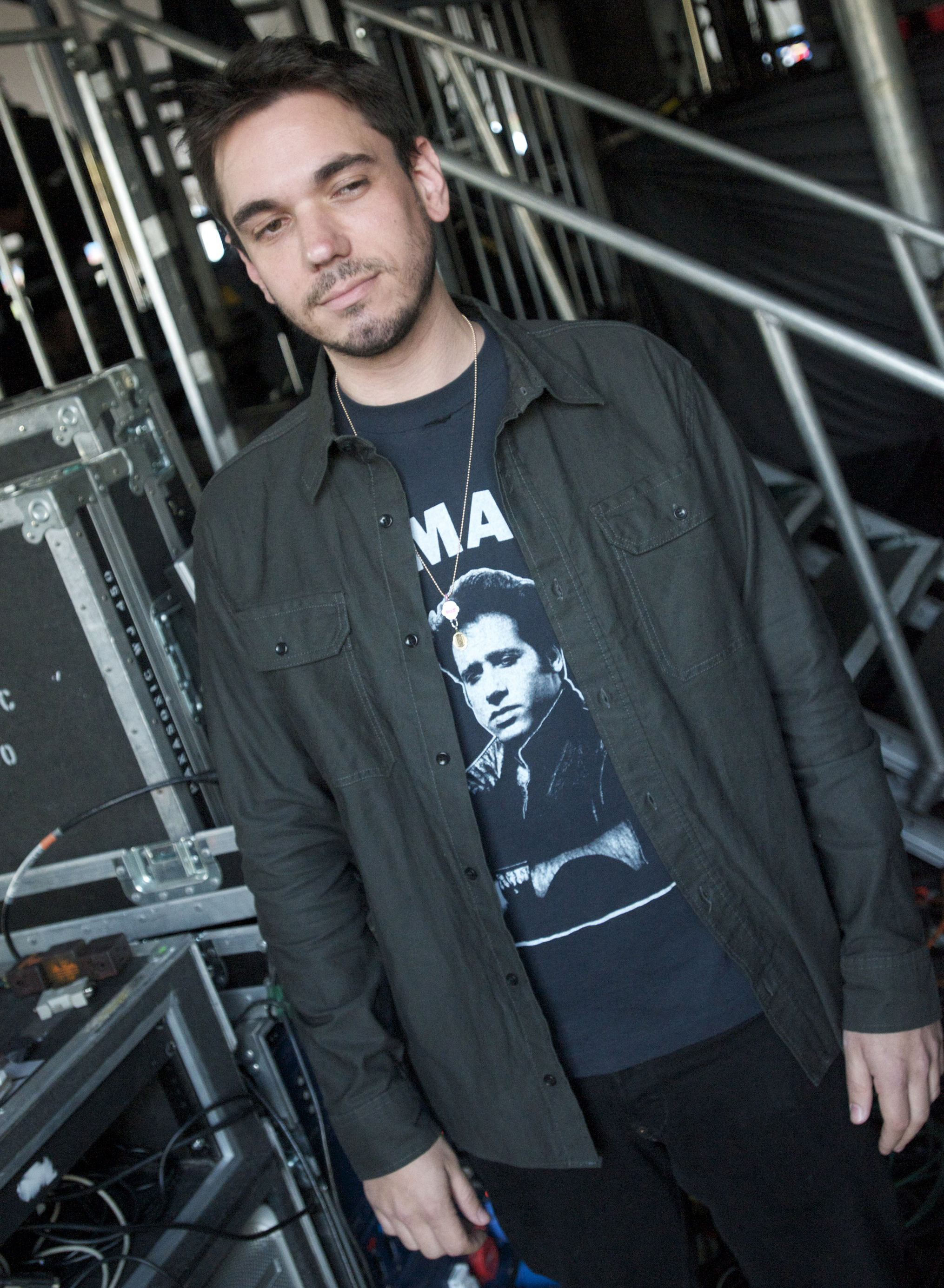
Adam Goldstein alias „DJ AM“ erlebte die Veröffentlichung des Films, in dem er zu sehen ist, nicht mehr.

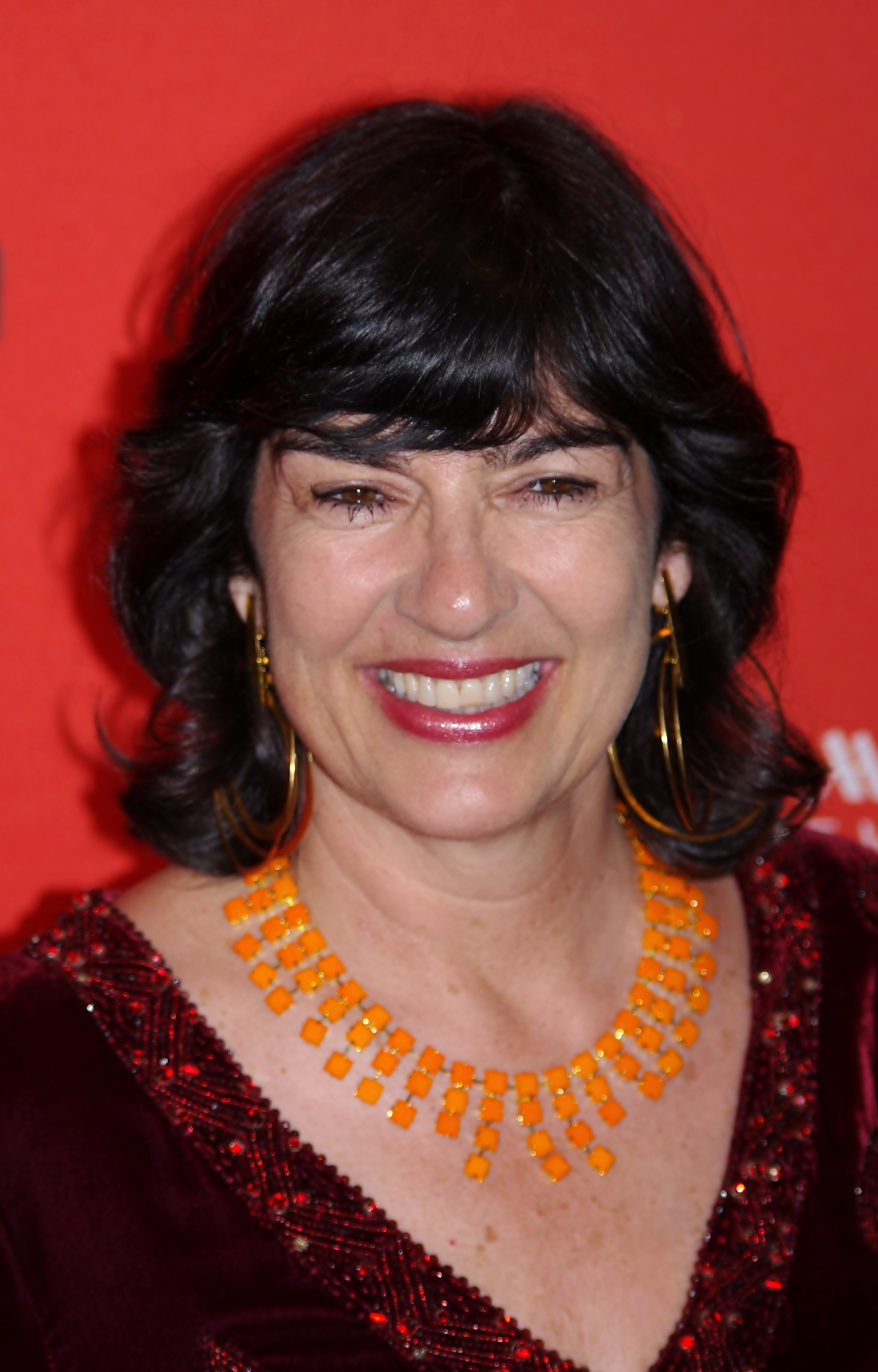
Auch Christiane Amanpour ist kurz im Film zu sehen.

Bereits während der Planungsphase von Iron Man hatte Regisseur Jon Favreau eine Trilogie geplant. Ursprünglich hätte sich die von Jeff Bridges verkörperte Figur des Obadiah Stane erst im Verlauf des ersten Films als Schurke herausstellen und im zweiten Teil zu „Iron Monger“ werden sollen. Als jedoch der ursprünglich als Schurke für den ersten Teil vorgesehene „Mandarin“ auf Anraten des Marvel-Autoren Mark Millar aus dem Drehbuch gestrichen wurde, beschloss man, Stane bereits im ersten Teil zum Hauptgegner zu machen. Im Juli 2008, zwei Monate nach der Veröffentlichung von Iron Man, wurde Justin Theroux als Drehbuchautor der Fortsetzung bestätigt. Im Oktober 2008 wurde bekannt, dass Terrence Howard, der in Iron Man die Figur des Jim Rhodes verkörpert hatte, für Iron Man 2 durch Don Cheadle ersetzt werden würde. Als mögliche Begründung wird genannt, dass Howard für Iron Man eine höhere Gage als Robert Downey Jr., Jeff Bridges und Gwyneth Paltrow erhalten habe. Zudem soll es am Set von Iron Man zu Konflikten zwischen Howard und den übrigen Beteiligten gekommen sein. Im Film soll Tonys kurzer Wortwechsel mit Rhodes bei dessen Auftritt im Senat eine Anspielung auf die Umbesetzung der Rolle darstellen.
Als eines der zentralen Themen des Films nennt Favreau das Wort „Vermächtnis“. Während sich Tony in mehrfacher Hinsicht mit dem Erbe seines Vaters konfrontiert sieht, steht er vor der Frage, was er selbst im Falle seines Todes der Welt hinterlassen möchte.
In einer frühen Drehbuchfassung des zweiten Teils waren noch zwei russische Schurken vorgesehen. Ivan Vanko hätte den Kampf gegen Tony in Monaco nicht überlebt, woraufhin der andere Schurke an seine Stelle getreten wäre. Da Regisseur Jon Favreau jedoch gerne Sam Rockwell, mit dem er soeben den Film G-Force – Agenten mit Biss vertont hatte, als Schurken besetzt hätte, andererseits aber nicht wollte, dass Rockwell mit einem russischen Akzent spricht, beschloss er, die beiden Russen zu einer Figur zusammenzulegen und Rockwell stattdessen die Rolle des Justin Hammer zu geben. Rockwell war seinerzeit bereits ein Kandidat für die Rolle des Tony Stark in Iron Man gewesen. Auch darüber hinaus wollte Favreau den Film nicht mit zu vielen Handlungsfäden überladen, weshalb er auch die Anzahl der Widersacher Iron Mans möglichst gering halten wollte – im Rückblick ist er der Ansicht, dass es ihm gelungen sei, die Handlung auf zwei primäre Handlungsfäden, den Konflikt zwischen Ivan und Tony sowie Tonys Gesundheitsprobleme, zu beschränken. Für die Besetzung des Ivan Vanko mit Mickey Rourke entschied sich Favreau, nachdem er The Wrestler – Ruhm, Liebe, Schmerz gesehen hatte. Da Rourke im Zuge des Erfolges von letzterem Film jedoch schwer zu erreichen war, übernahm Robert Downey Jr. die Aufgabe, Rourke in Interviews auf sein mögliches Interesse an Iron Man 2 anzusprechen. Die Gestaltung seines Aussehens als Ivan Vanko übernahm Rourke bis ins kleinste Detail selbst. Als Vorbereitung für seine Rolle besuchte er zudem das Butyrka-Gefängnis und nahm Sprachunterricht. Offiziell wurde die Verpflichtung Rourkes im März 2009 bestätigt. Nahezu zeitgleich wurde auch Scarlett Johansson für den Film bestätigt. Ursprünglich war Emily Blunt für die Rolle der Natasha Romanoff vorgesehen gewesen, doch da sie aufgrund des Drehs zu Gullivers Reisen – Da kommt was Großes auf uns zu nicht länger zur Verfügung stand, wurde sie durch Johansson ersetzt. Samuel L. Jackson weigerte sich aufgrund der ihm ursprünglich angebotenen Gage zunächst, erneut die Rolle des Nick Fury zu spielen, bis Marvel das Angebot erhöhte und ihm einen Vertrag für insgesamt neun Filme anbot.
In einer früheren Drehbuchfassung war geplant, den Film mit einer anderen Szene zu beginnen, in der Tony Stark an Bord des Flugzeugs, das ihn zur Stark Expo bringt, augenscheinlich luftkrank wird. Nachdem er sich in die Bordtoilette übergeben hat, bittet er Pepper um einen Abschiedskuss. Pepper küsst stattdessen seinen Helm und wirft diesen anschließend aus dem Flugzeug, und Tony springt hinterher. Im fertigen Film springt Tony stattdessen in voller Rüstung aus dem Flugzeug, und Pepper ist nicht zu sehen. Die Szene wurde laut Regisseur Jon Favreau nicht genutzt, da sie an dieser Stelle nicht zur Stimmung am Anfang des Films gepasst hätte. Das Ende der Szene wurde jedoch für den offiziellen Trailer verwendet, und die vollständige Szene ist im Bonusmaterial der DVD- und Blu-ray-Veröffentlichung des Films enthalten.
Die Szene zu Beginn des Films, in der Ivan Vanko seinen Arc-Reaktor und die Plasmapeitschen baut, soll bewusst an die Szene im ersten Film erinnern, in der Tony in der Höhle in Afghanistan seinen Arc-Reaktor und seine erste Rüstung entwickelt. Eine weitere Inspiration für diese Szene war der Film π, an dem Matthew Libatique, der Kameramann von Iron Man 2, ebenfalls als Kameramann mitwirkte. Tonys Auftritt bei der Eröffnung der Stark Expo wurde von einem Besuch Jon Favreaus auf einem Konzert von AC/DC inspiriert, weshalb während der Szene auch das Lied Shoot to Thrill der Band zu hören ist. Der Smoking, den Tony trägt, soll dagegen an James Bond erinnern. Die Szene, in der Justin Hammer die Waffen präsentiert, die er in die durch Rhodes sichergestellte Rüstung einbauen will, wurde vom Film Taxi Driver inspiriert, während die Szene, in der Tony die Filmaufnahmen seines Vaters ansieht und schließlich die an ihn gerichtete Botschaft entdeckt, an die Orientierungsfilme der DHARMA-Initiative aus der Fernsehserie Lost angelehnt ist. Favreau nahm zu diesem Zweck Rücksprache mit Damon Lindelof, einem der Schöpfer und Produzenten von Lost, dem die Idee gefiel. Genndy Tartakovsky, dessen Arbeiten für Samurai Jack und Star Wars: Clone Wars Favreau gefielen, half derweil bei der Konzeption des Kampfes zwischen Iron Man, Rhodes und den „Hammer-Drohnen“.
Als besonders schwierigen Balanceakt bezeichnet Favreau den Konflikt zwischen Tony und Rhodes. Einerseits müsse der Zuschauer den Eindruck bekommen, dass Tony es verdient, dass Rhodes ihm eine seiner Rüstungen abnimmt und dem Militär übergibt, anderseits dürfe aber auch Tonys Verhalten nicht zu übertrieben sein, so dass keiner von beiden wirklich unsympathisch erscheint. Die Szene, in der Natasha Romanoff und „Happy“ Hogan in Ivans Labor eindringen und Natasha den Computer für einen Neustart der Systeme von Rhodes’ Rüstung nutzt, wurde nachträglich in den Film geschrieben und nach Abschluss der Hauptdreharbeiten gefilmt, um ihren Kampf gegen Hammers Wachleute angesichts von Ivans Flucht nicht vollends unnötig erscheinen zu lassen. Die anschließende Konversation zwischen Tony und Pepper Potts wurde vollständig von Robert Downey Jr. und Gwyneth Paltrow improvisiert.
Tony Starks Anhörung vor dem Senat wurde von Howard Hughes’ Anhörung vor einem Sonderausschuss des Kongresses im Jahr 1947 inspiriert, bei der Hughes durch selbstsicheres Auftreten und Sarkasmus die öffentliche Meinung für sich gewann, ferner auch vom Film Mr. Smith geht nach Washington. Die Szene war auch die erste, die gedreht wurde, jedoch dauerte es bis kurz vor Fertigstellung des Films, bis sie auf ihre endgültige Länge zusammengekürzt wurde. In einer längeren Fassung der Szene, die im Bonusmaterial der DVD- und Blu-ray-Veröffentlichung des Films enthalten ist, befindet sich auch S.H.I.E.L.D.-Agent Phil Coulson, der im fertigen Film erst viel später das erste Mal zu sehen ist, unter den Zuschauern. Die Szene, in der Ivan Vanko in einer Seitengasse in Moskau gefälschte Papiere erhält, um nach Monaco reisen zu können, wurde in Manhattan Beach gedreht, während sich der Flugzeughangar in Frankreich, in dem Vanko erstmals auf Justin Hammer trifft, in Wahrheit auf dem Flughafen von Van Nuys befindet. Insgesamt wurde der Film mit Ausnahme einiger Establishing Shots, Aufnahmen mit der Second Unit sowie der Szene nach dem Abspann nahezu vollständig in Kalifornien gedreht.
Als Ausrichtungsort für die Stark Expo wurde der Flushing-Meadows-Park in New York City gewählt, da Regisseur Jon Favreau als Kind auf der anderen Straßenseite mit direktem Blick auf den Park gewohnt hatte, allerdings wurde er erst 1966 geboren, weshalb er die Weltausstellung 1964/65 nicht selbst miterlebt hatte. Das Gebäude, auf dessen Dach sich Tony, Pepper und Rhodes am Ende des Films nach dem Sieg über Vanko erholen, ist tatsächlich das frühere Wohnhaus Favreaus. Die Verfolgungsjagd zwischen Tony, Rhodes und den „Hammer-Drohnen“ wurde tatsächlich mit der Second Unit im New Yorker Stadtteil Queens gedreht. Monaco wurde als Schauplatz gewählt, um eine Steigerung gegenüber dem ersten Teil, zu dessen Beginn Tony in Las Vegas zu sehen war, zu bieten. Als Inspiration nennt Jon Favreau die James-Bond-Filme, mit denen er aufgewachsen ist. Einige Einstellungen, Establishing Shots und Hintergrundaufnahmen wurden tatsächlich mit Unterstützung von Prinz Albert II. von Monaco und des Automobile Club de Monaco von der Second Unit wenige Tage vor Ausrichtung des Historischen Großen Preises vor Ort gedreht. Für die Actionszenen wurde dagegen ein Teil der Rennstrecke inklusive der Zuschauertribüne in Downey, Kalifornien, nachgebaut. Acht der Rennfahrzeuge wurden für die Stuntszenen von der Historic Grand Prix Association zur Verfügung gestellt, neunzehn weitere wurden von Fahrzeugkoordinator John Armstrong als Requisiten gebaut. Nur zwei dieser neunzehn Fahrzeuge waren tatsächlich fahrtüchtig. Auch zwei echte Rolls-Royce Phantoms wurden beim Dreh zerstört, was die Filmcrew 438.000 US-Dollar pro Fahrzeug kostete. Für die Rennszenen wurden die Fahrzeuge sowie die Zuschauer auf den Tribünen mittels Computereffekten ergänzt.
Rhodes’ Landung mit der beschlagnahmten Rüstung auf der Edwards Air Force Base wurde vor Ort gedreht. Wie schon im Falle des ersten Teils wirken echte Soldaten als Statisten mit, und im Hintergrund sind diesmal eine B-2 Spirit, eine F-22 Raptor und eine C-17 Globemaster III zu sehen. Auch darüber hinaus unterstützte das Verteidigungsministerium der USA die Produktion des Films und sorgte dafür, dass für die Präsentation der „Hammer-Drohnen“ die Hymnen der jeweiligen Teilstreitkräfte (Army, Air Force, Navy und Marines) verwendet werden durften. Ein weiterer Drehort war der Imbissstand Randy’s Donuts, an dem sich Tony Stark und Nick Fury am Tag nach Tonys Geburtstagsfeier treffen. Ursprünglich war geplant, die Szene in einem unterirdischen S.H.I.E.L.D.-Bunker spielen zu lassen.
Scarlett Johansson führte für den Kampf zwischen Natasha Romanoff und Justin Hammers Wachleuten viele Stunts selbst durch und trainierte zu diesem Zweck mit ihrem Stunt-Double, Heidi Moneymaker. Auch Regisseur Jon Favreau führte in seiner Rolle als „Happy“ Hogan einige Stunts selbst durch.
Leslie Bibb ist erneut in ihrer Rolle als Christine Everhart aus Iron Man zu sehen, da sie und Sam Rockwell zum Zeitpunkt des Drehs ein Paar waren. Damit soll zugleich verdeutlicht werden, dass Rockwells Rolle als Justin Hammer einen „Möchtegern-Tony Stark“ darstellen soll, da Tony und Everhart bereits eine Nacht miteinander verbracht haben. Ferner spielt die Fernsehmoderatorin Olivia Munn zu Beginn des Films die Nachrichtensprecherin Chess Roberts. In einer ursprünglich geplanten Szene hätte sie noch einen Gast auf Tonys Geburtstagsfeier namens „Rebeca“ spielen sollen. Die betreffende Szene fehlt in der fertigen Fassung des Films, ist jedoch im Bonusmaterial der DVD- und Blu-ray-Veröffentlichung enthalten. Bei dem DJ auf der Feier handelt es sich um Adam Goldstein alias „DJ AM“, der vor Veröffentlichung des Films verstarb. Im Abspann des Films findet sich eine Widmung an Goldstein. Weitere Cameo-Auftritte haben neben Iron-Man-Mitschöpfer Stan Lee auch Larry Ellison, der Gründer und CEO von Oracle, der sich selbst spielt, ferner Seth Green, der für weniger als eine Sekunde zu sehen ist, die mit Gwyneth Paltrow befreundete Nachrichtensprecherin Christiane Amanpour, der Fernsehmoderator Bill O’Reilly sowie Elon Musk, der Gründer und Präsident von SpaceX, der ebenfalls ein Vorbild für die Figur des Tony Stark darstellte und Tony in Monaco begegnet. Im Gegenzug für seinen Auftritt stellte Musk der Filmcrew die Fabrik von SpaceX, die im Film die Fabrik von Hammer Industries darstellt, für Dreharbeiten zur Verfügung. Die Arbeiter im Hintergrund sind keine Statisten, sondern tatsächliche Fabrikarbeiter, da die Arbeit während der Dreharbeiten nicht unterbrochen werden konnte.
Unter den Fahrzeugen in Tony Starks Werkstatt befinden sich diesmal unter anderem ein 1949er Mercury, ein 1953er Cadillac Series 62, ein zusammenklappbares ICON A5-Flugzeug sowie der bereits in Iron Man gezeigte 1932er Ford Modell B Flathead Roadster, der in Wahrheit Regisseur Jon Favreau gehört. Genau wie das Flugzeug sind auch Oracle, Audi und Kodak Teil der Produktplatzierung im Film und besitzen eigene Ausstellungshallen auf der Stark Expo. Die Oracle-Kuppel ist der Schauplatz des Endkampfes zwischen Tony, Rhodes, den „Hammer-Drohnen“ und Vanko. Wie schon in Iron Man fährt Tony auch im zweiten Teil wieder einen Audi R8, diesmal allerdings die Spyder-Variante. Die Filmrollen mit den Aufnahmen seines Vaters Howard, die Tony von Nick Fury erhält, tragen alle das Kodak-Logo, und Tony verfolgt Ivans Anruf über das Oracle-Grid zurück.
Die physischen Rüstungen und Vankos Exoskelett bauten wie beim ersten Film Legacy Effects (vormals Stan Winston Studios). Diesmal waren sie jedoch deutlich leichter für die Darsteller zu tragen. Die Beine wurden komplett freigelassen und später mittels Motion Capture durch Computereffekte ergänzt. Das Exoskelett, das Ivan Vanko in Monaco trägt, wog dennoch bereits ohne die Arme 18 Kilogramm, weshalb sich Mickey Rourke einem siebenwöchigen Krafttraining unterzog. Der obere Teil von Rhodes’ Rüstung wog gar 20 Kilogramm. Die Computereffekte wiederum stammten erneut von mehreren Studios: Industrial Light & Magic setzte via Motion Capture die Kämpfe von Iron Man, War Machine und den „Hammer-Drohnen“ um, Prologue war unter anderem für die Hologramme zuständig, das in New York City beheimatete Studio Perception übernahm die Bildschirmdisplays, Pixel Liberation Front aus Venice animierte die Head-up-Displays in den Helmen der Rüstungen, und das australische Studio Fuel VFX übernahm unter anderem die Effekte für Ivan Vankos Plasmapeitschen und Tonys „Prismabeschleuniger“. Auch bei den Actionsequenzen, die komplett am Computer entstanden, wurde darauf geachtet, dass der Blickwinkel jederzeit mit einer echten Kamera möglich wäre. Die Filmaufnahmen der Rüstungen von Nordkorea, dem Iran und Justin Hammer basieren vage auf der Figur des RoboCop und wurden von Studios erstellt, die sich damit für eine Mitwirkung an Iron Man 2 bewerben wollten. Favreau gefielen die Arbeiten so sehr, dass er sie im fertigen Film verwendete.
Die Filmmusik wurde statt von Ramin Djawadi diesmal von John Debney, der bereits Favreaus Filme Buddy – Der Weihnachtself und Zathura – Ein Abenteuer im Weltraum vertont hatte, komponiert und in den Londoner Abbey Road Studios aufgenommen. Dies war eine bewusste Entscheidung, da die Musik diesmal mehr wie in anderen Superhelden-Verfilmungen klingen sollte als im ersten Teil. Die Titelmusik der Stark Expo des Jahres 1974, „Make Way for Tomorrow Today“, wurde von Richard Sherman nach dem Vorbild klassischer Disney-Themenpark-Lieder komponiert. Gitarrist Tom Morello, der schon an der Filmmusik des ersten Teils beteiligt war, wirkte wiederum an dem Stück mit, das zu hören ist, als Natasha Romanoff gegen Hammers Wachleute kämpft.
Die Szene, die nach dem Abspann zu sehen ist, wurde tatsächlich am Set von Thor in New Mexico gedreht und fehlte wie schon im Falle der Szene nach dem Abspann des ersten Teils in sämtlichen Pressevorführungen des Films, um die Fans zu überraschen.

### Bezug zur Vorlage

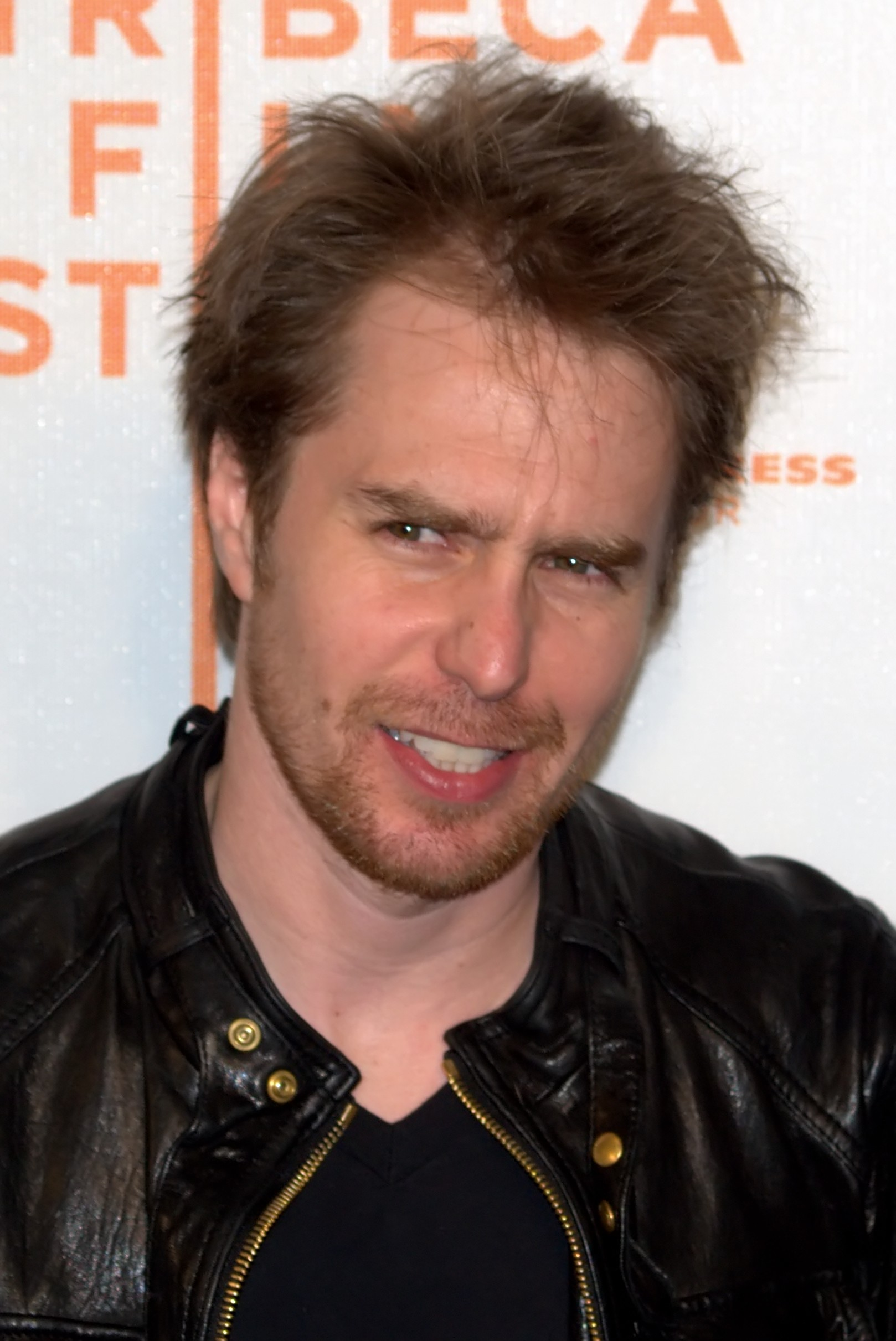
Die von Sam Rockwell verkörperte Figur des Justin Hammer ist in den Comics deutlich älter als im Film.

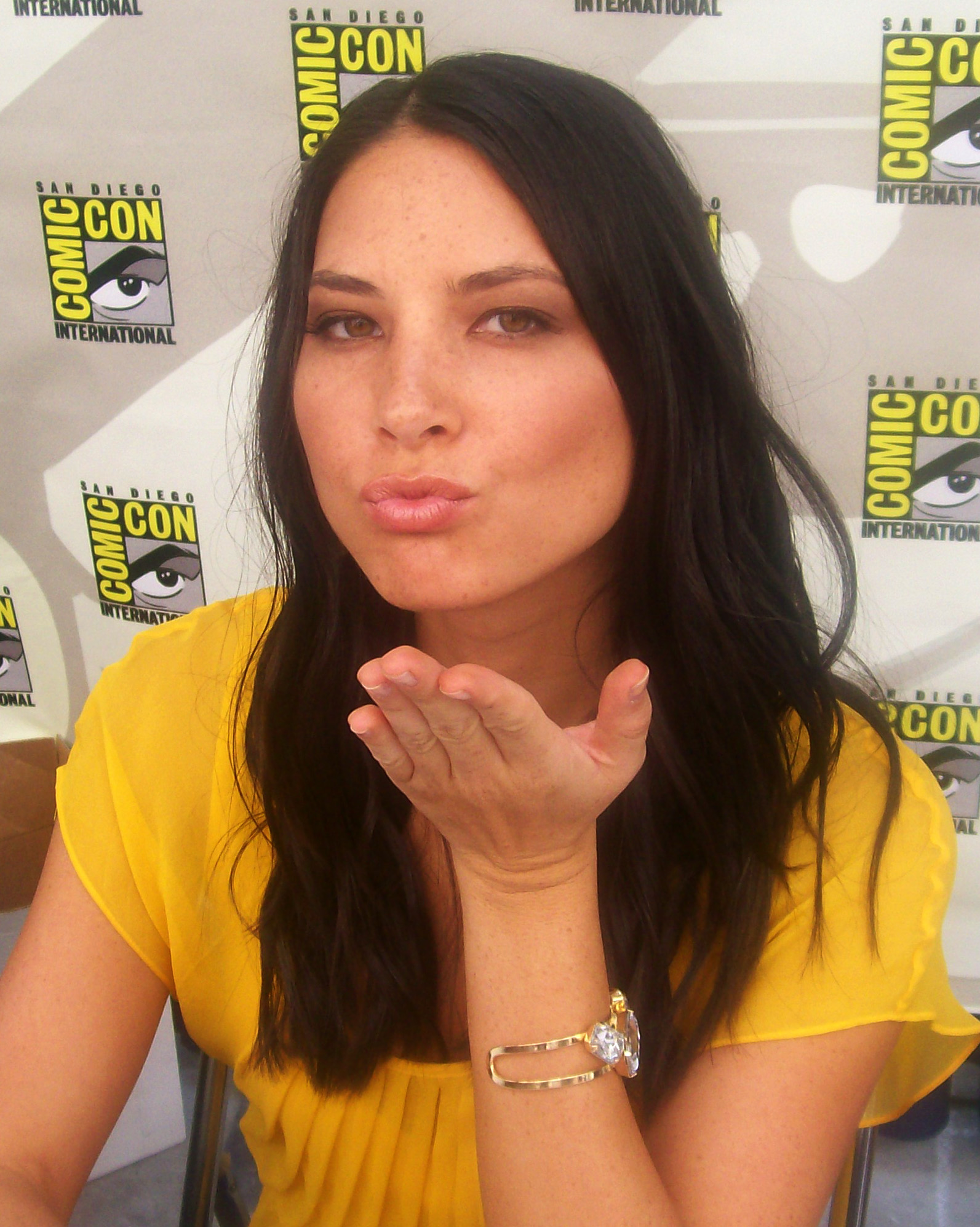
Olivia Munn hat eine kleine Rolle als Chess Roberts, die auch in den Comics bislang nur einen Auftritt hatte.

Tony Starks gesundheitliche Probleme waren und sind auch in den Comics wiederholt ein Thema. Die Idee, dass der fortwährende Einsatz seiner Iron-Man-Rüstung ihn krank macht und schlussendlich töten würde, basiert lose auf einer mehrteiligen Geschichte aus dem Jahr 1999, in der die Energiefelder innerhalb der Rüstung die Ursache waren. Die Szene auf Tonys Geburtstagsparty, in der er in stark angetrunkenem Zustand herumtorkelt und seine Rüstung als „Partyspielzeug“ einsetzt, geht auf zwei längere Geschichten zurück, die 1979 und zwischen 1982 und 1984 in den Comics erschienen. Darin wurde Tony wiederholt zum Alkoholiker und verlor schließlich sogar die Kontrolle über sein Unternehmen. Bereits im Vorfeld von Iron Man hatten Fans gefordert, Tonys Alkoholismus im Film zu thematisieren. Laut Regisseur Jon Favreau soll die Szene in Iron Man 2 das Äußerste darstellen, was in den Kinofilmen in Hinblick auf diese Thematik zu sehen sein wird.
Auch in den Comics verfügt Tony über Rüstungen, die sich in speziellen Aktentaschen transportieren lassen. Die Farbgebung der „Mark V“-Rüstung basiert derweil auf der auch als „Silver Centurion“ bekannten Rüstung, die er in den Comics ab 1985 trug. Dieselbe Rüstung stellt auch die Vorlage für den dreieckigen Repulsor-Transmitter auf der Brust der „Mark VI“-Rüstung im Film dar.
Die Rolle des Ivan Vanko stellt eine Kombination aus gleich zwei klassischen Gegnern Iron Mans aus den Comics dar: Während die Plasmapeitschen auf der Figur des „Whiplash“ (dt. „Peitschenhieb“) basieren, der als Waffe ebenfalls eine Peitsche verwendete, gehen der Name „Vanko“ und die Rüstung, die er am Ende des Films trägt, auf die Figur des Original-„Crimson Dynamo“ zurück, einer Art sowjetischen Gegenstücks von Iron Man, dessen bürgerlicher Name Anton Vanko (im Film der Name von Ivans Vater) lautete. In den offiziellen Promo-Materialien des Films, inklusive der Spielzeugserie Hasbros, wird Ivan Vanko ebenfalls als „Whiplash“ bezeichnet, auch wenn der Name im Film selbst nicht genannt wird. Ende 2009, wenige Monate vor Erscheinen des Films, wurde in den Comics zudem ein neuer Whiplash eingeführt, dessen bürgerlicher Name ebenfalls Anton Vanko lautet und der deutlich von der Figur im Film inspiriert wurde.
In den Comics vertrat Jim Rhodes ursprünglich Tony Stark, der aufgrund seines Alkoholismus verhindert war, als Iron Man. Später erhielt er seine eigene Rüstung, in der er sich „War Machine“ (dt. „Kriegsmaschine“) nennt. Die Farbgebung und Bewaffnung von Rhodes’ Rüstung im Film basiert deutlich auf dem Comic-Vorbild. In den offiziellen Promo-Materialien des Films, inklusive der Spielzeugserie Hasbros, wird Rhodes ebenfalls als „War Machine“ bezeichnet. Im Film selbst verwendet Tony den Namen nur einmal indirekt, als er Rhodes während ihres Kampfes die Frage „You want to be a war machine?“ (in der deutschen Synchronfassung übersetzt mit „Du willst War Machine sein?“, sinngemäßer „Du willst eine Kriegsmachine sein?“) stellt.
Justin Hammer ist auch in den Comics ein langjähriger Gegner Iron Mans, allerdings wird er bereits seit seinem ersten Comic-Auftritt deutlich älter dargestellt als im Film. In den Comics versorgt er zahlreiche Superschurken mit technologischer Ausrüstung. im Gegenzug erklären sich diese bereit, für ihn zu arbeiten und seine Konkurrenten, darunter auch Tony Stark, anzugreifen. Unter den Schurken, die im Laufe der Jahre für Hammer arbeiteten, befand sich auch Whiplash.
Natasha Romanoff (eigentlich Natalia Alianova Romanova) war in den Comics ursprünglich eine sowjetische Spionin mit dem Decknamen „Black Widow“ (deutsch: „Schwarze Witwe“), die den Auftrag hatte, Tony Stark auszuspionieren. Später wechselte sie die Seiten und wurde als Black Widow eine kostümierte Superheldin, die unter anderem mit Daredevil zusammenarbeitete und Mitglied der Rächer wurde, die sie zwischenzeitlich sogar anführte. Auch mit dem Geheimdienst S.H.I.E.L.D. arbeitete sie zusammen. Die Idee, aus ihr von Anfang an eine S.H.I.E.L.D.-Agentin zu machen, geht dagegen auf die Comicserie Die Ultimativen aus dem „Ultimativen Universum“ zurück, in der sie Mitglied einer für verdeckte Operationen zuständigen Abteilung des Superheldenteams namens „Die Ultimativen“ war, das wiederum S.H.I.E.L.D. unterstellt war. Dort entpuppte sie sich jedoch später als Doppelagentin, die Tony verführte und ihr Team verriet. Auch der Name „Black Widow“ fällt im Film nicht, wird jedoch in den offiziellen Promo-Materialien sowie von Regisseur Jon Favreau im Audiokommentar der DVD- und Blu-ray-Veröffentlichung des Films verwendet.
Tony Starks Vater Howard wurde nach Howard Hughes benannt, der seinerzeit bereits eine der Inspirationen für die Figur des Tony Stark war. Genau wie in den Comics heißt seine Frau auch im Film Maria. Während er laut Iron Man bei einem Autounfall ums Leben kam, starben er und seine Frau in den Comics bei einem Flugzeugabsturz.
Nick Fury ist in den Comics des „klassischen“ Marvel-Universums zwar ein gelegentlicher Verbündeter der Rächer, ansonsten beschränkte sich das Verhältnis des Teams zur Regierung der USA jedoch lange Zeit auf einen Verbindungsmann, der befugt war, über die Mitgliedschaft im Team zu entscheiden. Die Idee, die Rächer direkt zu einer Gründung von S.H.I.E.L.D. zu machen und das Team Fury zu unterstellen, wurde erstmals in den Comics, die ab 1996 unter dem Obertitel Heroes Reborn (deutscher Titel Die Wiedergeburt der Helden) erschienen und in einem anderen Universum spielten, eingeführt und später von den Comics des „Ultimativen Universums“, die ebenfalls in einem eigenen Universum spielen, erneut aufgegriffen, wobei das Team hier zunächst den Namen „The Ultimates“ (deutsch „die Ultimativen“) trug.
Christine Everhart, die bereits in Iron Man zu sehen war, trat in den Comics bisher nur ein einziges Mal in einer Geschichte aus dem Jahr 2004 auf.
Bei Olivia Munns Rolle als Nachrichtensprecherin zu Beginn des Films handelt es sich um Chess Roberts, die 1998 ihren ersten und einzigen Auftritt in den Comics hatte.
Die Figur des Senator Stern wurde speziell für den Film erfunden.
Der langjährige Marvel-Comicautor Stan Lee, einer der Erfinder Iron Mans, hat wie schon im ersten Teil wieder einen Cameo-Auftritt, als Tony zu Beginn des Films die Stark Expo verlässt. Verwechselte Tony ihn in Iron Man noch mit Hugh Hefner, hält man ihn diesmal für Larry King.

### Synchronisation

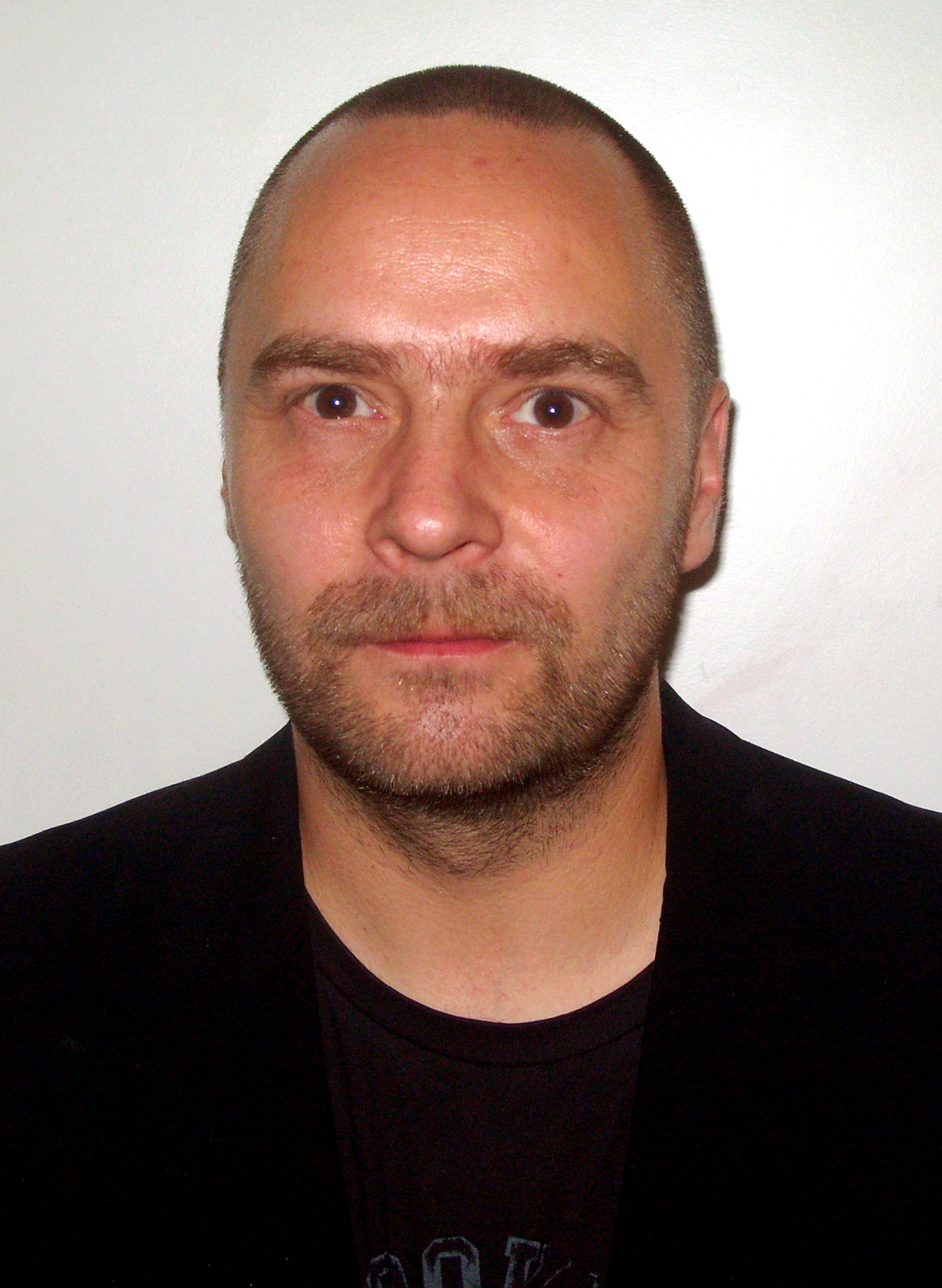
David Nathan leiht Sam Rockwell seine deutsche Stimme.

Die deutsche Synchronisation des Films übernahm wie schon im Falle des ersten Teils die Berliner Synchron AG. Das Dialogbuch stammt wieder von Gerrit Schmidt-Foß, die Dialogregie führte erneut Kim Hasper. Beinah sämtliche wiederkehrenden Darsteller haben dieselben Synchronsprecher wie im ersten Teil, darunter Tobias Meister, Katrin Fröhlich, Till Hagen, Frank Schaff, Cathlen Gawlich sowie Engelbert von Nordhausen. Lediglich Michael Iwannek ersetzt Stefan Fredrich als deutsche Stimme von Happy Hogan/Jon Favreau. Neu dabei sind Reiner Schöne, Dietmar Wunder, Luise Helm, David Nathan, Reinhard Kuhnert und Bernd Vollbrecht.
| Rolle                              | Darsteller/Originalsprecher | Synchronsprecher         |
| ---------------------------------- | --------------------------- | ------------------------ |
| Tony Stark/Iron Man                | Robert Downey Jr.           | Tobias Meister           |
| Virginia „Pepper“ Potts            | Gwyneth Paltrow             | Katrin Fröhlich          |
| Lt. Col. James „Rhodey“ Rhodes     | Don Cheadle                 | Dietmar Wunder           |
| Nick Fury                          | Samuel L. Jackson           | Engelbert von Nordhausen |
| Natasha Romanoff/„Natalie Rushman“ | Scarlett Johansson          | Luise Helm               |
| Ivan Vanko                         | Mickey Rourke               | Reiner Schöne            |
| Justin Hammer                      | Sam Rockwell                | David Nathan             |
| Agent Phil Coulson                 | Clark Gregg                 | Till Hagen               |
| Bill O’Reilly                      | Bill O’Reilly               | Helmut Gauß              |
| Chess Roberts                      | Olivia Munn                 | Katrin Zimmermann        |
| Christine Everhart                 | Leslie Bibb                 | Cathlen Gawlich          |
| Elon Musk                          | Elon Musk                   | Kim Hasper               |
| Erdbeerverkäufer                   | Alejandro Patino            | Lutz Schnell             |
| Expo-Computertechniker             | Brian Schaeffer             | Gunnar Helm              |
| General Meade                      | Eric Lee Haney              | Jan Spitzer              |
| „Happy“ Hogan                      | Jon Favreau                 | Michael Iwannek          |
| Howard Stark                       | John Slattery               | Bernd Vollbrecht         |
| Jack                               | Jack White                  | Michael Pan              |
| Major Allen                        | Tim Guinee                  | Erich Räuker             |
| Senator Stern                      | Garry Shandling             | Reinhard Kuhnert         |
| J.A.R.V.I.S.                       | Paul Bettany (Stimme)       | Frank Schaff             |
| Anton Vanko                        | Yevgeni Lazarev             | (Originalton)            |
| Sekretärin                         | ?                           | Anja Rybiczka            |

### Marketing

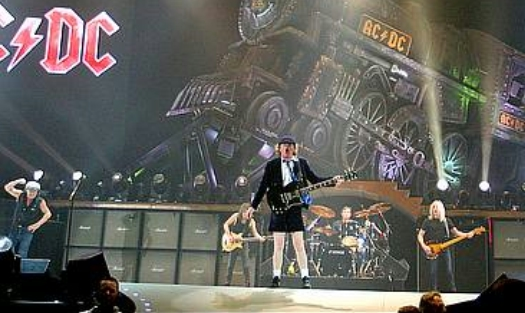
AC/DC sind gleich mit zwei Liedern im Film vertreten. Weitere Lieder wurden für die offiziellen Trailer genutzt.

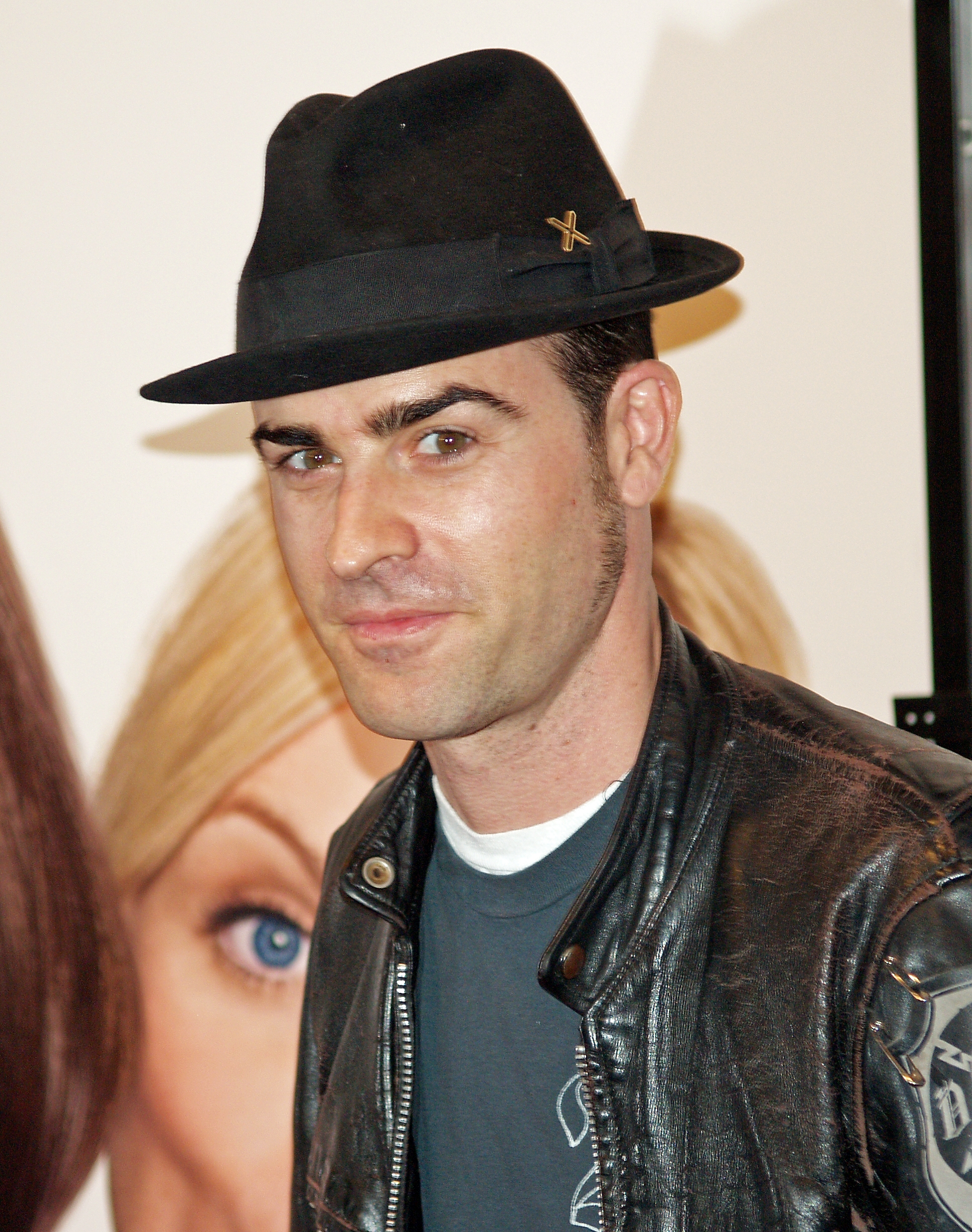
Justin Theroux schrieb nicht nur das Drehbuch des Films, sondern auch eine Vorgeschichte der Filmhandlung, die als Comic erschien.

Die Marketingkampagne zu Iron Man 2 umfasste unter anderem einen Auftritt von Regisseur Jon Favreau und den Darstellern Robert Downey Jr., Scarlett Johansson, Don Cheadle und Sam Rockwell auf der San Diego Comic-Con International im Juli 2009, bei dem auch Szenen aus dem Film vorgeführt wurden, ferner einen Internetauftritt der fiktiven „Stark Expo“ sowie Werbeverträge unter anderem mit Audi, LG, 7-Eleven, Dr. Pepper, Oracle und Burger King, die ihrerseits auch als Produktplatzierung im Film untergebracht wurden. LG und Oracle warben auf speziell eingerichteten Microsites für und mit Iron Man 2, während Audi Szenen aus dem Film für einen Werbespot für den R8 Spyder verwendete. Ein Werbespot für Dr. Pepper, in dem Stan Lee eine Nebenrolle spielt, wurde zudem am Set von Tony Starks Werkstatt gedreht. Für die offiziellen Promo-Fotos wurde das S.H.I.E.L.D.-Logo von Natasha Romanoffs Kostüm mittels digitaler Nachbearbeitung entfernt, da die entsprechende Wendung in der Filmhandlung eine Überraschung darstellen sollte.
Für die Trailer wurden unter anderem die Lieder Shoot to Thrill, War Machine und The Razors Edge von AC/DC sowie Iron Man von Black Sabbath verwendet. Die Szene im ersten Trailer, in der Pepper Potts Tonys Iron-Man-Helm küsst und aus dem Flugzeug wirft und Tony hinterherspringt, ist Teil der ursprünglich geplanten Eröffnungsszene des Films, die im fertigen Film nicht verwendet wurde. Dort springt Tony inklusive Helm einfach aus dem Flugzeug. In der deutschen Fassung des zweiten Trailers werden Sam Rockwell und Gwyneth Paltrow statt von David Nathan und Katrin Fröhlich noch von Tobias Kluckert und Claudia Urbschat-Mingues synchronisiert.
Ein komplettes Soundtrack-Album erschien in den USA am 19., in Deutschland bereits am 16. April 2010 und besteht vollständig aus Liedern von AC/DC. Neben Shoot to Thrill und Highway to Hell, die im Film beziehungsweise während des Abspanns zu hören sind, den für die Trailer verwendeten Stücken War Machine und The Razors Edge sowie Back in Black, das zu Beginn von Iron Man zu hören war, handelt es sich dabei im Einzelnen um die Lieder Rock ‘n’ Roll Damnation, Guns for Hire, Cold Hearted Man, Thunderstruck, If You Want Blood (You’ve Got It), Evil Walks, T.N.T., Hell Ain’t a Bad Place to Be, Have a Drink on Me und Let There Be Rock. Da das Management von AC/DC bislang eine „Best of“-Zusammenstellung der Band verweigert hatte, kann der Soundtrack zu Iron Man 2 als Quasi-„Greatest Hits“-Album betrachtet werden. Der Soundtrack erlangte in vielen Ländern hohe Chart-Positionen, in den USA etwa den vierten, in Großbritannien und Deutschland gar den ersten Platz. Die von John Debney komponierte Filmmusik erschien derweil unter dem Titel Iron Man 2: Original Motion Picture Score am 20. Juli 2010.
Eine von Alexander C. Irvine verfasste Romanadaption der Filmhandlung wurde am 1. April 2010 unter dem zur Hachette Book Group gehörenden Imprint Central Publishing veröffentlicht. Eine ebenfalls von Irvine verfasste Version für jüngere Leser erschien am 7. April 2010 als Iron Man 2: The Junior Novel bei Little, Brown Books for Young Readers, einem Imprint des ebenfalls zu Hachette gehörenden Verlags Little, Brown and Company.
Die Videospiel-Umsetzungen zum Film wurden von Sega in den USA am 4. Mai, in Deutschland bereits am 30. April 2010 veröffentlicht und waren für die PlayStation 3, die PlayStation Portable, die Nintendo Wii, den Nintendo DS und die Xbox 360 erhältlich. Die Wii- und PlayStation-Portable-Versionen wurden von High Voltage Software entwickelt, die übrigen von Griptonite Games und Sega Studios San Francisco. Handyspiel- und iPhone-Versionen wurden darüber hinaus von Gameloft entwickelt und veröffentlicht.
Marvel veröffentlichte von Dezember 2009 bis Februar 2010 eine vierteilige Comic-Miniserie mit dem Titel Iron Man vs. Whiplash, geschrieben von Brannon Braga und Marc Guggenheim und gezeichnet von Phil Briones, die im klassischen Marvel-Comicuniversum spielte und eine neue Version von Whiplash einführte, der auf Mickey Rourkes Rolle im Film basierte. Die deutsche Fassung erschien im Mail 2010 als Band 85 der Reihe Marvel Exklusiv im Panini-Verlag. Eine dreiteilige Miniserie mit dem Titel Iron Man 2: Public Identity, die von April bis Mai 2010 erschien, spielte derweil inhaltlich während der sechs Monate zwischen den beiden Filmen. Autoren waren Joe Casey und Justin Theroux, der auch das Drehbuch des Films verfasste, die Zeichnungen stammten von Barry Kitson und Ron Lim. Auf Deutsch erschien die Geschichte dagegen erst im Februar 2012 als Sammelband unter dem Panini-Imprint „Marvel Movies“.
Der Spielzeughersteller Hasbro veröffentlichte eine Spielzeugserie zum Film, die unter anderem Iron Man in seinen verschiedenen Rüstungen, „War Machine“ und Ivan „Whiplash“ Vanko sowie diverse aus den Comics bekannte Figuren und Rüstungen beinhaltete. Auch verschiedene beleuchtete Versionen des Arc-Reactors waren unter dem Namen „Arc Light“ erhältlich.

### Veröffentlichung
Weltpremiere feierte Iron Man 2 am 26. April 2010 in Hollywood. Der offizielle Filmstart erfolgte in den meisten Ländern zwischen dem 28. und 30. April. In den USA war der Filmstart dagegen vom 30. April auf den 7. Mai verschoben worden. In Deutschland startete er am 6. Mai 2010 in den Kinos.
In den USA wurde Iron Man 2 am 28. September 2010 auf DVD und Blu-ray Disc veröffentlicht. Sowohl von der DVD- als auch von der Blu-ray-Fassung gibt es sowohl eine Einzel-Disc-Version als auch eine Sonderedition, die eine zusätzliche Disc mit Bonusmaterial beinhaltet. Im Falle der Blu-ray-Fassung ist zudem als dritte Disc die DVD-Fassung inklusive Digital Copy enthalten.
In Deutschland erschien Iron Man 2 am 7. Oktober 2010 auf DVD und Blu-ray Disc. Genau wie im Falle des ersten Teils wurde in Deutschland nur die DVD-Fassung sowohl als Einzel-Disc-Version als auch als „Limited Edition“ mit SteelBook-Verpackung inklusive Bonusdisc veröffentlicht, während die Blu-ray-Fassung wahlweise mitsamt Bonus-Disc oder als „Collector’s Edition“, die Iron Man und Iron Man 2 enthält, erhältlich ist.

## Rezeption

### Finanzieller Erfolg
Bereits am 2. Mai hatte Iron Man 2 weltweit über 100 Millionen US-Dollar eingespielt. Nachdem der Film in den USA mit annähernd 10.000 Kopien in 4380 Kinos angelaufen war, nahm er bereits am Starttag etwa 52,4 Millionen US-Dollar ein, was eine deutliche Steigerung gegenüber den 35,2 Millionen des ersten Teils (38,7 Millionen einschließlich der Vorschau-Vorführungen am Vortag) darstellte. Am Startwochenende nahm der Film 128,1 Millionen Dollar ein, einschließlich 9,8 Millionen aus Vorführungen in 181 IMAX-Kinos, was zum damaligen Zeitpunkt den fünftbesten Filmstart darstellte. Nach einer Woche beliefen sich die Einnahmen auf 159,2 Millionen US-Dollar, nach 40 Tagen überschritten die Einnahmen schließlich sogar die 300-Millionen-Dollar-Marke. Weltweit hatten sich die Produktionskosten in Höhe von 200 Millionen Dollar bereits nach dem ersten Wochenende mit Einnahmen von insgesamt 327 Millionen Dollar amortisiert. In den USA nahm Iron Man 2 nach 15 Wochen Laufzeit insgesamt über 312,43 Millionen US-Dollar ein und belegt damit Platz drei der erfolgreichsten Filme des Jahres 2010 in den USA. Das weltweite Gesamteinspielergebnis liegt bei über 623,93 Millionen Dollar, womit Iron Man 2 Platz sieben der weltweit erfolgreichsten Filme des Jahres 2010 belegt.
In Deutschland lief Iron Man 2 am 6. Mai 2010, einen Tag vor dem US-Kinostart, in 633 Kinos an. Am Startwochenende sahen den Film 367.953 Besucher, was einer Steigerung von etwa 19 Prozent gegenüber dem ersten Teil entspricht. Mit umgerechnet 3,3 Millionen US-Dollar blieben die Wochenendeinnahmen leicht hinter Iron Man mit 3,4 Millionen zurück, was jedoch dem gestiegenen Dollarkurs geschuldet war; das Einspielergebnis in Euro lag höher als im Falle des ersten Teils. Nach einer Woche beliefen sich die Besucherzahlen auf 484.021, und für eine Woche belegte Iron Man 2 Platz eins der deutschen Kinocharts. Innerhalb von fünf Wochen Laufzeit konnte der Film insgesamt 1.013.795 Besucher verbuchen, was einer Steigerung um beinahe 24 Prozent gegenüber dem ersten Teil entspricht, und belegt damit Platz 32 der erfolgreichsten Filme des Jahres in Deutschland. Das Gesamteinspielergebnis in Deutschland beträgt 9,25 Millionen US-Dollar.
Die DVD-Fassung verkauften bereits am ersten Veröffentlichungstag über 1,1 Millionen Exemplare, nach einer Woche waren es gar fünf Millionen. Alleine von der DVD-Fassung wurden in der ersten Veröffentlichungswoche über 2,68 Millionen Exemplare verkauft, was Einnahmen von über 61,3 Millionen US-Dollar entspricht. Die aktuellen Verkaufszahlen der DVD-Fassung (Stand: 1. März 2012) liegen bei über 5,5 Millionen verkauften Exemplaren und Einnahmen von über 121,2 Millionen US-Dollar.

### Kritiken
Die Kritiken zu Iron Man 2 waren weitgehend positiv, beurteilten den Film jedoch zum Teil als Verschlechterung gegenüber dem ebenfalls positiv aufgenommenen ersten Teil.
Eine größtenteils positive Meinung zum Film vertrat Susan Vahabzadeh von der Süddeutschen Zeitung. Den Hauptgrund macht sie im Hauptdarsteller aus: „‚Iron Man 2‘ würde nicht funktionieren ohne den Charme von Robert Downey Jr. Gerade die Figuren liegen ihm, die vom Leben überfordert sind und trotzdem weitermachen – auch Tony Stark muss man nach einer Weile lieben, wenn er allein ist in seinem Laboratorium und heimlich seinen berstenden Brustkorb betrachtet, ganz cool, ohne mit seinem Schicksal zu hadern. […] Tony Stark ist nicht stark, er reißt sich nur mit letzter Kraft zusammen. Er ist tatsächlich nur ein Mensch, ein ganz zerbrechlicher, den die Kostümierung, ganz irdische Technik, quasi zusammenhält, andererseits aber auch langsam zerstört.“ Auch die Inszenierung von Tonys Problemen durch Regisseur Jon Favreau sei gelungen: „Favreau verhandelt Tony Starks Neurosen genau im richtigen Tonfall und Rhythmus, lakonisch und mit sanfter Ironie.“ Darüber hinaus seien die von Sam Rockwell und Garry Shandling verkörperten Rollen „zwei zauberhaft tollpatschige Gestalten“ und die Figur des Ivan Vanko „eine Rourke-Paraderolle“. Insgesamt sei der Film „immer dann wirklich mitreißend, mal komisch und mal rührend, wenn sich Favreau voll und ganz auf seine Figuren konzentriert, auf kleine Details.“ Weniger begeistert war Vahabzadeh dagegen von den Actionszenen: „[M]an hat eher den Eindruck, dass die Filmemacher – Tim Burton in ‚Alice in Wonderland‘, jetzt Favreau – das absolvieren wie eine lästige Pflicht.“
Auch Peter Körte von der Frankfurter Allgemeinen Zeitung hielt die Darsteller für den größten Pluspunkt des Films: „Man muss nicht nach der Schlüssigkeit fragen, sondern nach den Schlüsselfiguren, und wenn man auf die Besetzungsliste schaut, dann kann eigentlich nichts schiefgehen.“ Weniger sagte ihm dagegen die Handlung zu: „Das Drehbuch, das zum Glück nicht allzu viel Wert auf sogenannte Plot Points legt, weil Regisseur Jon Favreau sich auch nicht als ausführender Ingenieur begreift, lässt die Stars konkurrieren.“ Sam Rockwell attestierte er den „schmierigen Charme eines Autoverkäufers“, während Samuel L. Jackson während Nick Furys Unterhaltung mit Tony Stark „fast wie sein Hesekiel-Monolog in ‚Pulp Fiction‘“ klinge. In erster Linie seien es jedoch die Schauspielerinnen, die laut Körte überzeugten: „Weil Stark / Iron Man Selbstgefälligkeit näher ist als Selbstironie, muss die Distanz sich aus dem Spiel von Gwyneth Paltrow (als Starks Vertraute Pepper) ergeben.“ Auch der technische Aspekt des Films sagte Körte zu: „Trotz beträchtlichen digitalen Aufwands schafft es der Film, den Erfindungen einen gewissen Bastelcharakter zu verleihen“, was den Vorteil habe, „dass der Film nie aussieht wie eine reine Hightech-Messe“. Ferner gefiel Körte, dass der Film kein „allzu idealisiertes Bild vom amerikanischen Kapitalismus hätte“. Als Fazit stellte er fest: „Er [der Film] bringt das Kino nicht voran, ästhetisch nicht, noch nicht mal technisch – aber wer sagt denn, dass das seine Mission sei? Man kauft sich ja nach der ersten Fahrt auch noch ein zweites Ticket für die Achterbahn, ohne sich davon den Vorstoß in neue Sphären zu erwarten.“
Julian Reischl von der Webseite MovieMaze.de bewertete den Film mit 85 Prozent und hob an erster Stelle die Actionszenen als positiv hervor: „[Sie] sind rasant choreographiert und rasend schnell inszeniert, doch verliert man – nicht zuletzt aufgrund der farblichen Unterschiede der diversen Kampfteilnehmer – nie den Überblick. Nur die Tatsache, dass es zu keinem Zeitpunkt und bei all den Schießereien Verletzte zu geben scheint, ist schon etwas befremdlich.“ Auch die „feinen Zwischentöne“ kämen nicht zu kurz: „Sowohl die Liebesgeschichte zwischen Stark und Pepper Potts, als auch die Freundschaft zwischen Stark und Col. James Rhodes, als auch die Abneigung zwischen Stark und Hammer erhalten mehr als nur das absolute Minimum an Platz in der Geschichte.“ Hinzu käme ein „getriebener, gnadenloser und dabei auch ohne viele Facetten bestens funktionierender Mickey Rourke als Ivan Vanko.“ Besonders gelungen sei jedoch das Schauspiel des Hauptdarstellers:
„Downey schultert als Titelfigur praktisch den kompletten Film alleine, und erlaubt sich nicht einen Ausbrecher, nicht ein Augenzwinkern, das ‚jetzt nicht so gut‘ zur Figur passen würde. Entweder ist Favreau ein teuflischer Regisseur oder Downey ein Perfektionist.“ Insgesamt sei Iron Man 2 „ein absolut solider Unterhaltungsfilm für Actionfans“, und die „solide Länge von 125 Minuten“ vergehe „wie im Fluge und ohne die kleinste Durststrecke“.
Andreas Borcholte von Spiegel Online gefiel Iron Man 2 deutlich weniger als der Vorgängerfilm. So wirke die Rolle des Tony Stark „nicht wirklich sympathisch bei dieser Zurschaustellung industriellen Hochmuts“, vielmehr erinnere er an „reale Technik-Gurus wie Apple-Chef Steve Jobs“. Zwar berühre der Film „drängende aktuelle Fragen der Urheberrechtsethik“, andererseits brauche man „viel guten Willen, um diese durchaus interessanten Ansätze im Getöse des Action-Spektakels zu entdecken“. Obwohl es genügend „[s]ubversiven Subtext“ gebe, werde dieser „allzu oft von Schauwerten überstrahlt. Oder vom furchtbar unpassenden Schweinerock des AC/DC-Soundtracks übertönt.“ Auch sei vom „Humor und Esprit des ersten Films […] nur noch wenig übrig.“ Die Tatsache, dass der Air-Force-Soldat James Rhodes seine eigene Rüstung erhält, kommentierte Borcholte mit den Worten: „Selten wurde das Fortsetzungssyndrom (und, nebenbei, der militärisch-industrielle Handschlag) plastischer dargestellt.“ Generell wirke der Film „streckenweise so slick wie ein wummerndes Werbevideo für die US-Armee“ und lasse „die offenkundige Hybris des Industriellen Stark leider weitgehend unkommentiert, wenn nicht gar affirmativ im Raum stehen“. Auch Scarlett Johansson dürfe „vorrangig eine gute Figur machen, zur Handlung beizutragen hat sie leider nicht viel.“ Insgesamt biete Iron Man 2 „[m]ehr Action, mehr Blechschaden, weniger Spaß, weniger ausgefeilte Dialoge und vor allem: eine recht wirre, wenn nicht widersprüchliche Story, in der viel zu viel erzählt werden muss“.
Auch die Cinema-Redaktion bewertete den Film als eher mittelmäßig. Zwar gelinge es Regisseur Jon Favreau und seinem „erneut genial aufspielenden Star Robert Downey Jr.“, den Charme des ersten Teils „bravourös“ erneut zu entfachen, doch dass sich „trotzdem nur verhaltene Begeisterung einstellen mag“, sei „dem überladenen Plot geschuldet“. Zwar seien die diversen Konflikte, denen sich Tony Stark ausgesetzt sieht, „stimmig und unterhaltsam […] inszeniert“, dennoch wirke es letztendlich „wie das Abhaken einer Checkliste“, was insofern bedauerlich sei, als dass Iron Man 2 „für Iron Man existenzielle Themen anschneidet, die – wie das neue Personal – nur oberflächlich abgehandelt werden. Da wäre mehr Tiefgang drin gewesen.“ Dennoch kam die Redaktion zu einem vergleichsweise positiven Fazit: „Als schön kurzweiliges Popcornkino funktioniert ‘Iron Man 2’ tadellos – und das ist ja auch etwas.“

### Auszeichnungen (Auswahl)
Im Oktober 2010 wurde Janek Sirrs, der Visual Effects Supervisor von Iron Man 2, auf dem Hollywood Film Festival mit einem Hollywood Award in der Kategorie „beste visuelle Effekte“ ausgezeichnet. Im Januar 2011 gewann der Film zudem einen People’s Choice Award in der Kategorie „beliebtester Actionfilm“.
Für einen Oscar wurde Iron Man 2 in der Kategorie „beste visuelle Effekte“ nominiert, unterlag bei der Oscarverleihung 2011 jedoch gegen Inception.
Mit insgesamt 64 erkennbaren Marken, die als Produktplatzierung im Film untergebracht wurden, wurde Iron Man 2 im Februar 2011 von der Webseite Brandchannel.com mit zwei Brandcameo Product Placement Awards in den Kategorien „Produktplatzierungs-Leistung in einem einzigen Film“ und „Leistung in Hinblick auf Berichterstattung in den Medien“ ausgezeichnet.

## Iron Man 2als Teil des „Marvel Cinematic Universe“

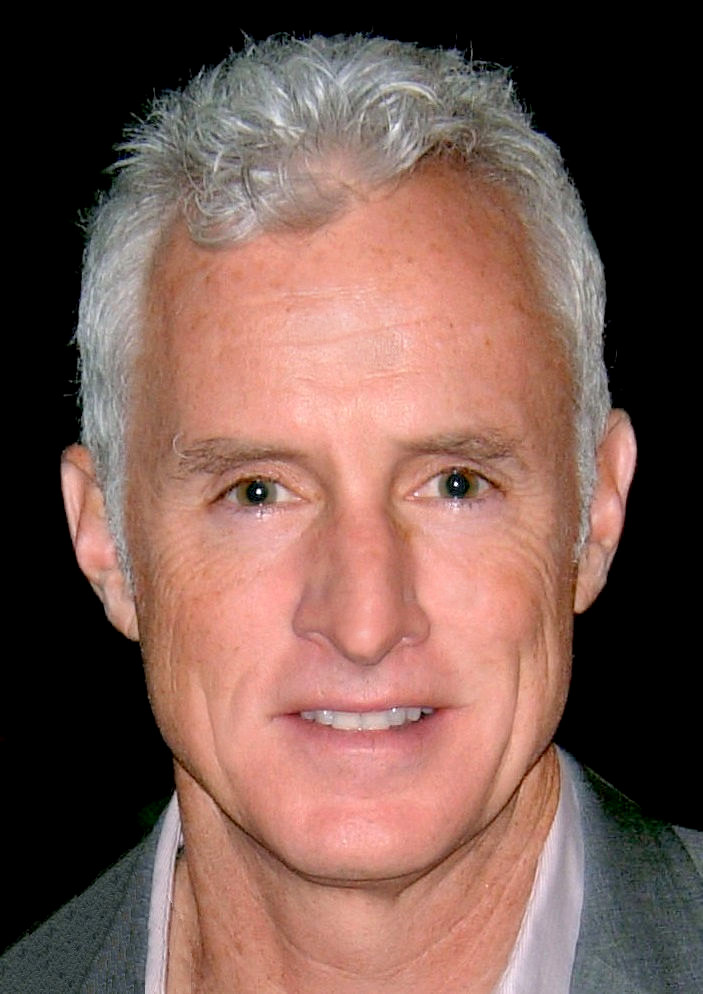
John Slatterys Rolle als Tonys Vater Howard Stark wurde auf Fotos, die in Iron Man zu sehen waren, noch von Gerard Sanders verkörpert.

Genau wie schon der erste Teil ist auch Iron Man 2 Teil eines größeren, gemeinsamen Universums, des „Marvel Cinematic Universe“. Bereits am Ende von Iron Man hatte Nick Fury, der Leiter des Geheimdienstes S.H.I.E.L.D., versucht, Tony Stark für ein geplantes Superheldenteam, die „Rächer-Initiative“, anzuwerben. In Iron Man 2 hilft er Tony dabei, seine gesundheitlichen Probleme zu überwinden, doch aufgrund von Tonys Verhalten im Verlauf des Films kommt für ihn eine Vollmitgliedschaft vorerst nicht in Frage, Tony Stark soll zunächst lediglich die Rolle eines Beraters übernehmen. Tonys verstorbener Vater Howard Stark, der im ersten Film nur auf einigen Fotos zu sehen war und dort noch von Gerard Sanders verkörpert wurde, hat in Iron Man 2 eine größere Rolle und wird diesmal von John Slattery gespielt. Tony erfährt, dass sein Vater zu den Gründungsmitgliedern von S.H.I.E.L.D. gehörte. Bereits in Iron Man hatten die Animatoren von Industrial Light & Magic in einer Szene im Hintergrund einen unvollendeten Prototyp des Schildes von Captain America als Easter Egg versteckt. In Iron Man 2 ist der Schild erneut zu sehen, diesmal allerdings als tatsächliches Requisit.
Der von Ali Khan gespielte Mann, der Ivan Vanko die gefälschten Ausweise besorgt, die es ihm ermöglichen, nach Monaco zu reisen, wird im Abspann als Mitglied der „Zehn Ringe“ aus dem ersten Teil identifiziert. In einer längeren Fassung der Szene wäre zudem eine Tätowierung zu sehen gewesen, die dem Logo auf den Flaggen in Iron Man entspricht. Damit wollte Jon Favreau den „Mandarin“, einen von Iron Mans klassischen Gegnern aus den Comics, vorbereiten, den er im dritten Teil als Schurke hätte einsetzen wollen.
Während der Besprechung zwischen Nick Fury und Tony Stark am Ende des Films ist auf einem Bildschirm eine Nachrichtensendung zu sehen, die tatsächlich aus dem Film Der unglaubliche Hulk (2008) stammt. Am Ende von letzterem Film hat Robert Downey Jr. im Gegenzug einen kurzen Gastauftritt in seiner Rolle als Tony Stark und berichtet General Ross (William Hurt) von der geplanten Zusammenstellung des Teams. Somit ist Der unglaubliche Hulk chronologisch nach Iron Man 2 einzuordnen, obwohl letzterer Film später veröffentlicht wurde. Auf einem der anderen Monitore in der Szene mit Stark und Fury ist zudem eine Weltkarte zu sehen, auf der mehrere Orte markiert sind, die alle eine Bedeutung haben sollen. Zwei davon sollen sich auf Thor und Captain America beziehen, ein dritter, in Afrika, auf den Black Panther.
Als Tony Stark seinen „Prisma-Beschleuniger“ zusammenbaut, verabschiedet sich S.H.I.E.L.D.-Agent Phil Coulson von ihm mit den Worten, er sei zu einem neuen Auftrag in New Mexico abkommandiert worden. In einer Szene nach dem Abspann trifft er dort an der Fundstelle des Hammers von Thor ein. Dies leitet unmittelbar zu Coulsons Auftritt im Film Thor (2011) über. In letzterem Film wird Coulson von seinem Kollegen Sitwell (Maximiliano Hernandez) beim Anblick des „Destroyers“ gefragt, ob letzterer „einer von Stark“ sei.
In Captain America: The First Avenger (2011), der größtenteils zur Zeit des Zweiten Weltkriegs spielt, hat eine jüngere Version von Tonys Vater Howard eine größere Rolle und wird diesmal von Dominic Cooper verkörpert. Auf einer Ausstellung im Jahr 1943, die genau wie die Stark Expo aus Iron Man 2 im Flushing-Meadows-Park im New Yorker Stadtteil Queens stattfindet, präsentiert Howard ein fliegendes Auto. Im Anschluss ist im Hintergrund eine instrumentale Version des Liedes „Make Way for Tomorrow Today“ zu hören, das in Iron Man 2 die Titelmusik der Stark Expo des Jahres 1974 darstellt. In Iron Man 2 befindet sich zudem unter den Unterlagen Howards, die Tony von S.H.I.E.L.D. erhält, das Comicheft Captain America Comics #1, das in der wirklichen Welt den ersten Comic-Auftritt Captain Americas enthielt und in Captain America: The First Avenger als fiktionalisierte Aufarbeitung von dessen Entstehungsgeschichte zu sehen ist.
Der Film Marvel’s The Avengers, der 2012 ins Kino kam, führt erstmals die Hauptfiguren aller bisherigen Filme des „Marvel Cinematic Universe“, darunter auch Robert Downey Jr. als Iron Man/Tony Stark und Scarlett Johansson als Black Widow/Natasha Romanoff, in einem gemeinsamen Team zusammen. Gwyneth Paltrow, Clark Gregg, Samuel L. Jackson und Paul Bettany sind zudem erneut in ihren Rollen als Pepper Potts, Phil Coulson, Nick Fury und Jarvis zu sehen beziehungsweise zu hören.
Ein dritter Teil von Iron Man kam im Mai 2013 ins Kino. Jon Favreau führte nicht mehr Regie, seinen Posten übernahm stattdessen Shane Black. Iron Man 3 ist weniger als eine direkte Fortsetzung von Iron Man 2 angedacht, sondern soll nach The Avengers vielmehr die zweite Phase des „Marvel Cinematic Universe“ einläuten und The Avengers 2 vorbereiten.
In Captain America: The Winter Soldier trat 2014 Senator Stern erneut auf. In diesem Film wurde enthüllt, dass er ein Mitglied von HYDRA ist. Dies erklärt rückwirkend auch, weshalb er so bedacht darauf war, an die Iron-Man-Rüstung zu kommen.